# Museumsufer Frankfurt

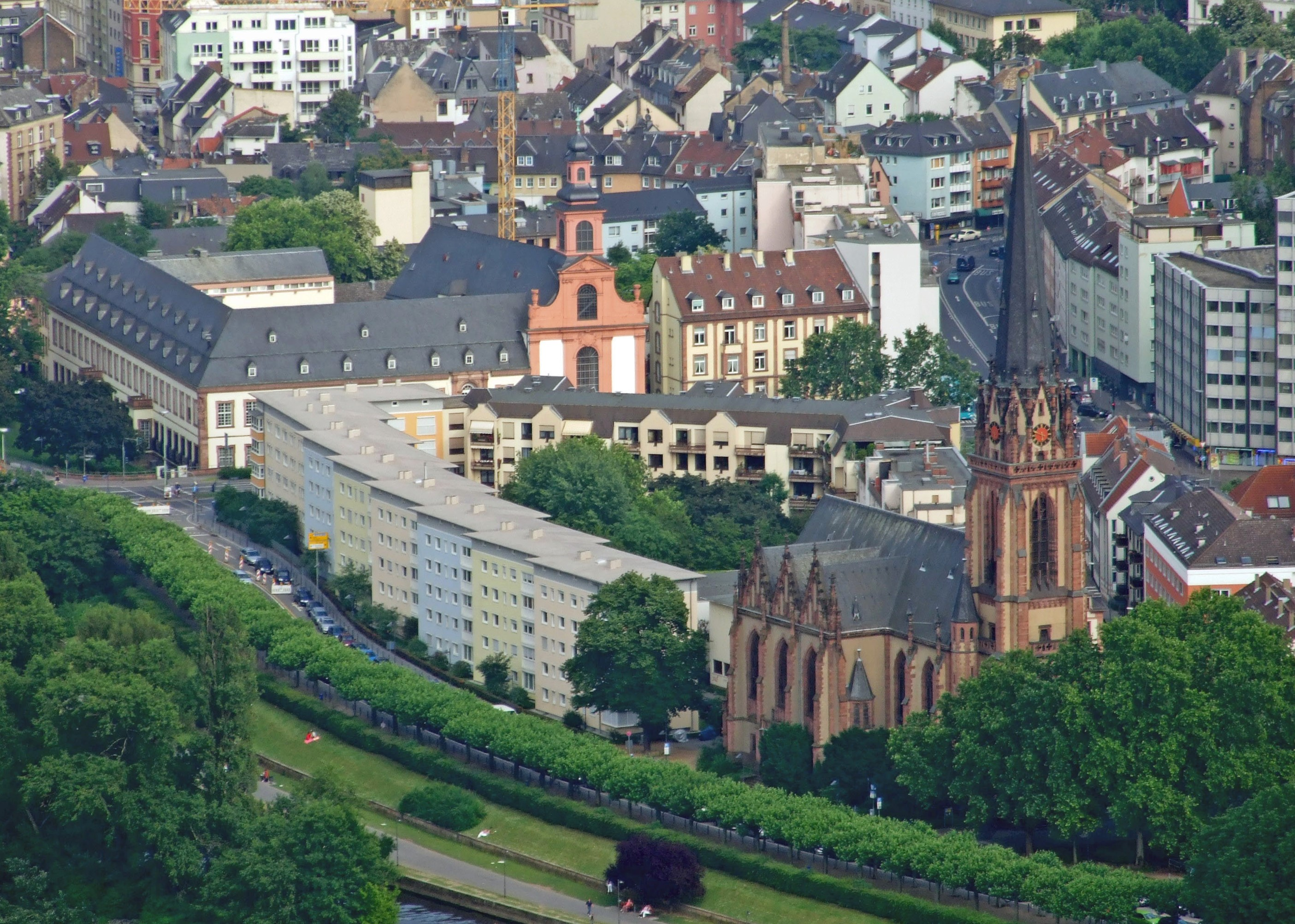
Der Anfang an der Brückenstraße

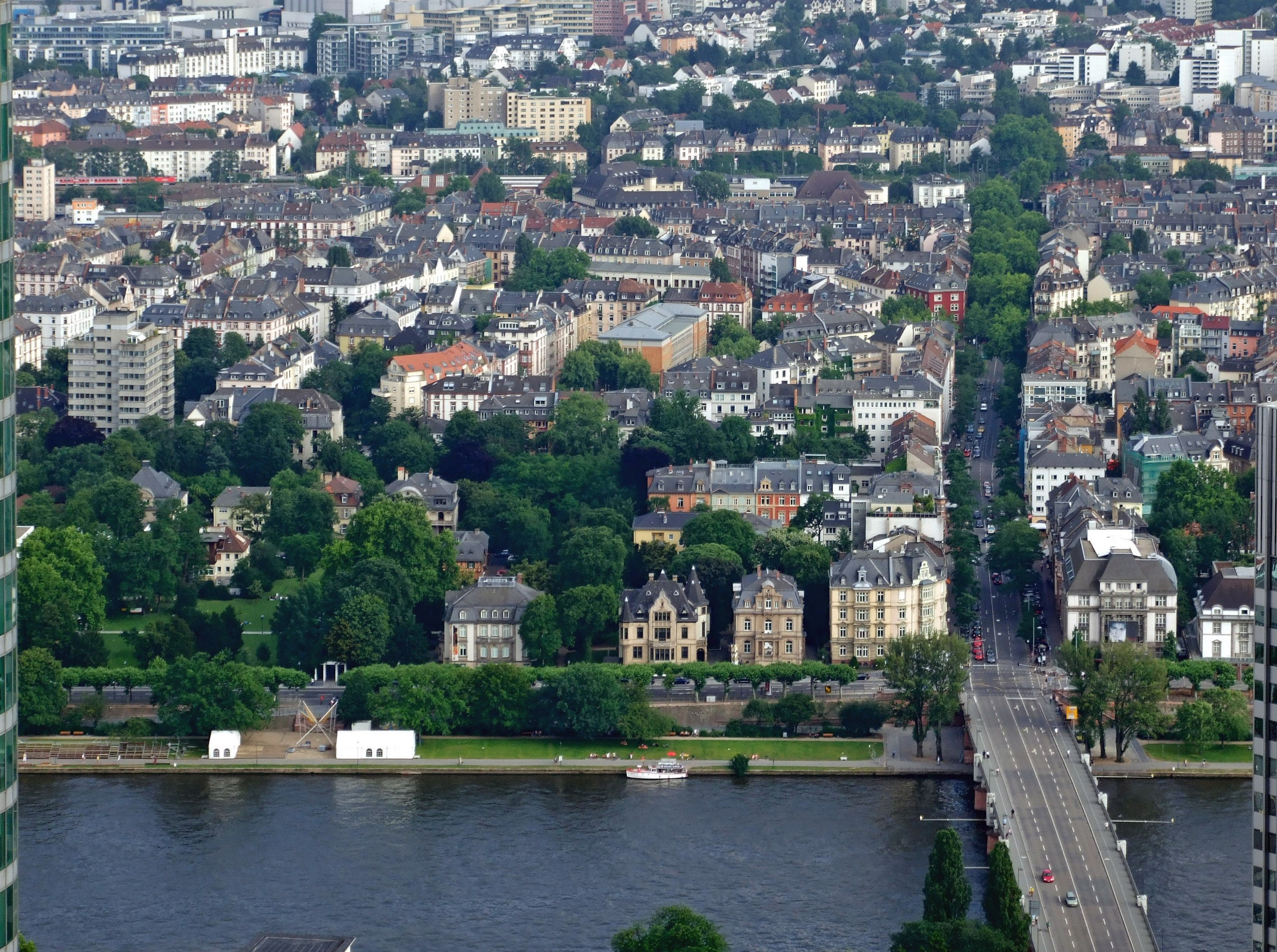
Der Mittelteil, östlich und westlich der Schweizer Straße

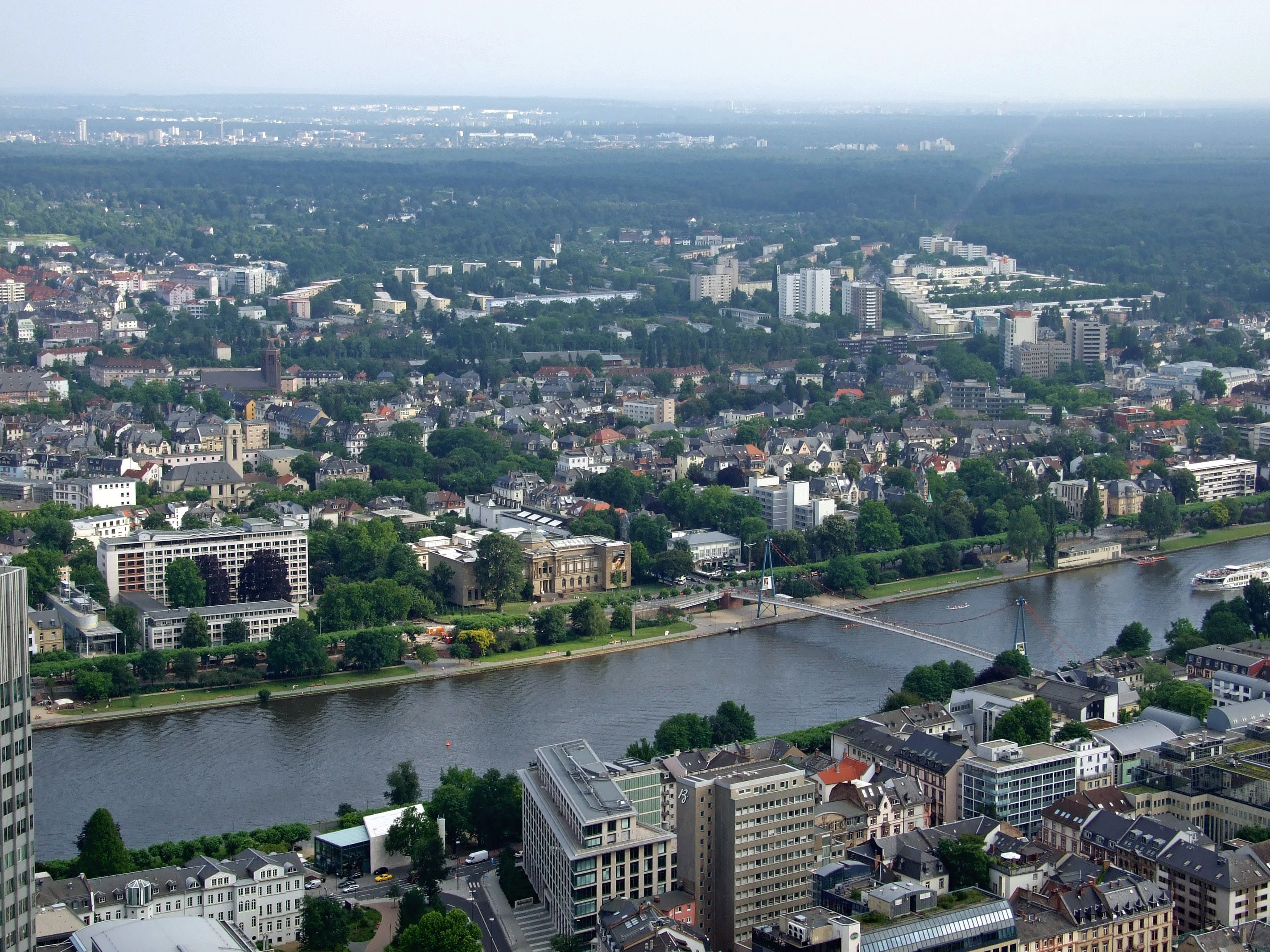
Das Endstück bis zum Museum Giersch

Unter der Marke Museumsufer Frankfurt werden in Frankfurt am Main und Umgebung die Gruppe von 39 Museen und Ausstellungsräumen bezeichnet, die sich bisher in Frankfurt, Offenbach und Bad Homburg dafür zusammengeschlossen haben.

## Geschichte
Die Idee zu der Ansammlung unterschiedlicher Museen hatte 1977 der damalige Frankfurter Kulturdezernent Hilmar Hoffmann im Kommunalwahlkampf propagiert, nachdem entsprechende Vorschläge in Fachkreisen schon früher entwickelt worden waren. So hatte bereits 1973 der Architekt Till Behrens sein „Grüngürtel-Mainufer-Konzept“ in das Frankfurter Forum für Stadtentwicklung eingebracht. Zwischen 1980 und 1990 wurden unter der Federführung des späteren Amtsleiters des Hochbauamtes der Stadt Frankfurt Roland Burgard die bestehenden Museen ausgebaut und neue errichtet. Dabei wurden teilweise ehemalige Patriziervillen umgebaut oder Neubauten entworfen. Für die Entwürfe waren Architekten wie etwa Richard Meier, Oswald Mathias Ungers, Josef Paul Kleihues, Günter Behnisch und Hans Hollein verantwortlich.
Seit 2008 sanierte, erneuerte und erweiterte die Stadt viele ihrer Museen. Das Städel erhielt einen unterirdischen Erweiterungsbau. Das Filmmuseum, das Museum für Kommunikation und das Deutsche Architekturmuseum wurden renoviert. Die Altbauten des Historischen Museums wurden renoviert, der 1972 eröffnete Neubau wurde 2010 abgerissen und bis 2017 durch einen Neubau ersetzt.
Im Oktober 2007 schlossen sich rund 30 Frankfurter Museen unter der Wort-Bild-Marke „Museumsufer Frankfurt“ zusammen. Diese soll ähnlich wie „MQ“ für das Museumsquartier Wien oder die „Museumsinsel“ Berlin ein etablierter Begriff für den Museumsstandort Frankfurt werden. Mit dem „Museumsuferticket“ und der „Museumsufercard“ bietet der Verbund Vergünstigungen in den 39 teilnehmenden Museen an.

## Museen
Neun Museen reihen sich am südlichen Mainufers in Sachsenhausen aneinander. Am Schaumainkai zwischen Alter Brücke, Eisernem Steg und der Friedensbrücke liegen
- das Ikonen-Museum an der Deutschordenskirche (Brückenstraße/Deutschherrnufer),
- das Museum Angewandte Kunst (früher: Museum für Kunsthandwerk bzw. Museum für Angewandte Kunst) mit der Villa Metzler,
- das Museum der Weltkulturen (früher: Völkerkundemuseum, heutige Eigenbezeichnung: Weltkulturen Museum),
- das Deutsche Filmmuseum,
- das Deutsche Architekturmuseum,
- das Museum für Kommunikation (früher: Bundespostmuseum).
- das Städelsche Kunstinstitut (Eigenbezeichnung: Städel Museum),
- das Liebieghaus (Museum alter Plastik) sowie
- das Museum Giersch der Goethe-Universität.

Ebenfalls in Sachsenhausen befinden sich, etwas entfernt vom Fluss, 
- das Hindemith Kabinett im Kuhhirtenturm und
- das Bibelhaus Erlebnismuseum sowie außerhalb der Innenstadt
- das Eintracht Frankfurt Museum am Waldstadion.

Am nördlichen Mainufer in der Innenstadt befinden sich
- das Jüdische Museum am Untermainkai und das
- Historische Museum in der Altstadt am Mainkai.

Ebenfalls im Altstadtbereich, unweit des Mainufers liegen
- das Archäologische Museum im Karmeliterkloster
- das Goethe-Haus und das Deutsche Romantik-Museum am Großen Hirschgraben,
- die Kunsthalle Schirn,
- das Dommuseum,
- das Caricatura Museum für Komische Kunst
- das Museum für Moderne Kunst und
- das Museum Judengasse.

Zwischen beiden Ufern, auf der Maininsel an der Alten Brücke, wurde 2006
- die Ausstellungshalle Portikus eröffnet.

Dazu kommen drei Häuser in Frankfurts Nachbarstadt Offenbach:
- das Deutsche Ledermuseum,
- das Klingspor-Museum für moderne und zeitgenössische Buch- und Schriftkunst sowie
- das Haus der Stadtgeschichte.

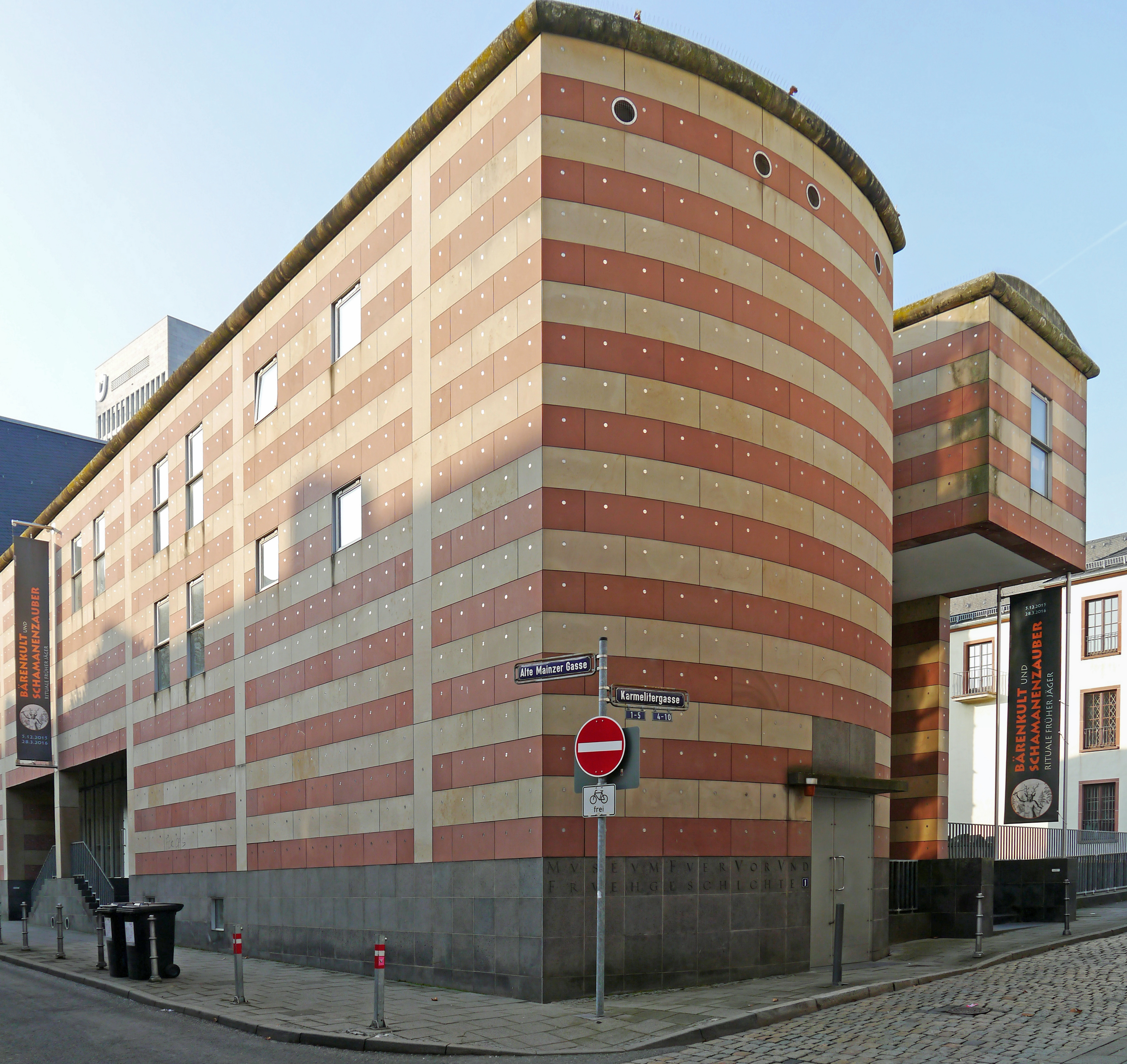
Archäologisches Museum
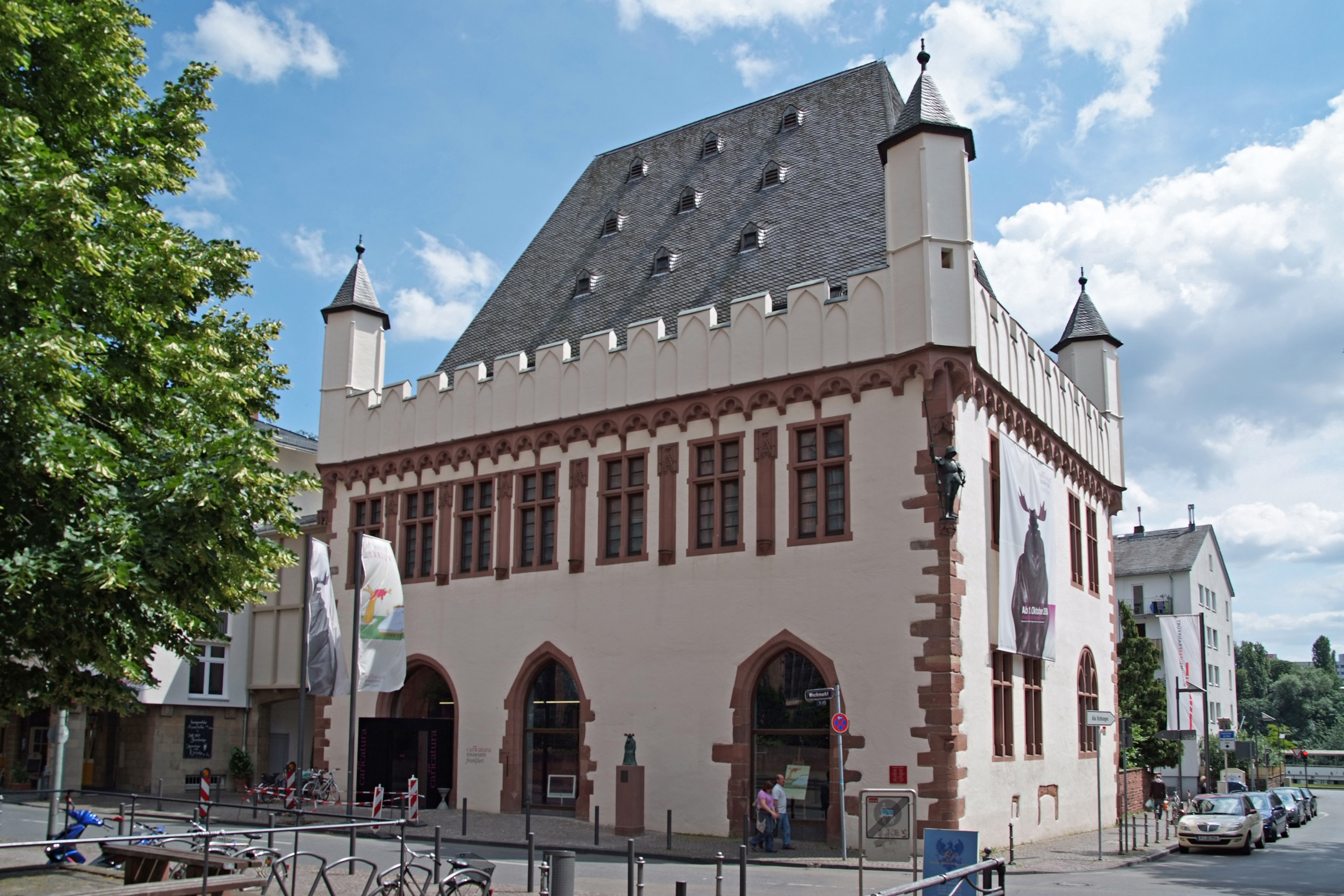
Caricatura Museum für Komische Kunst
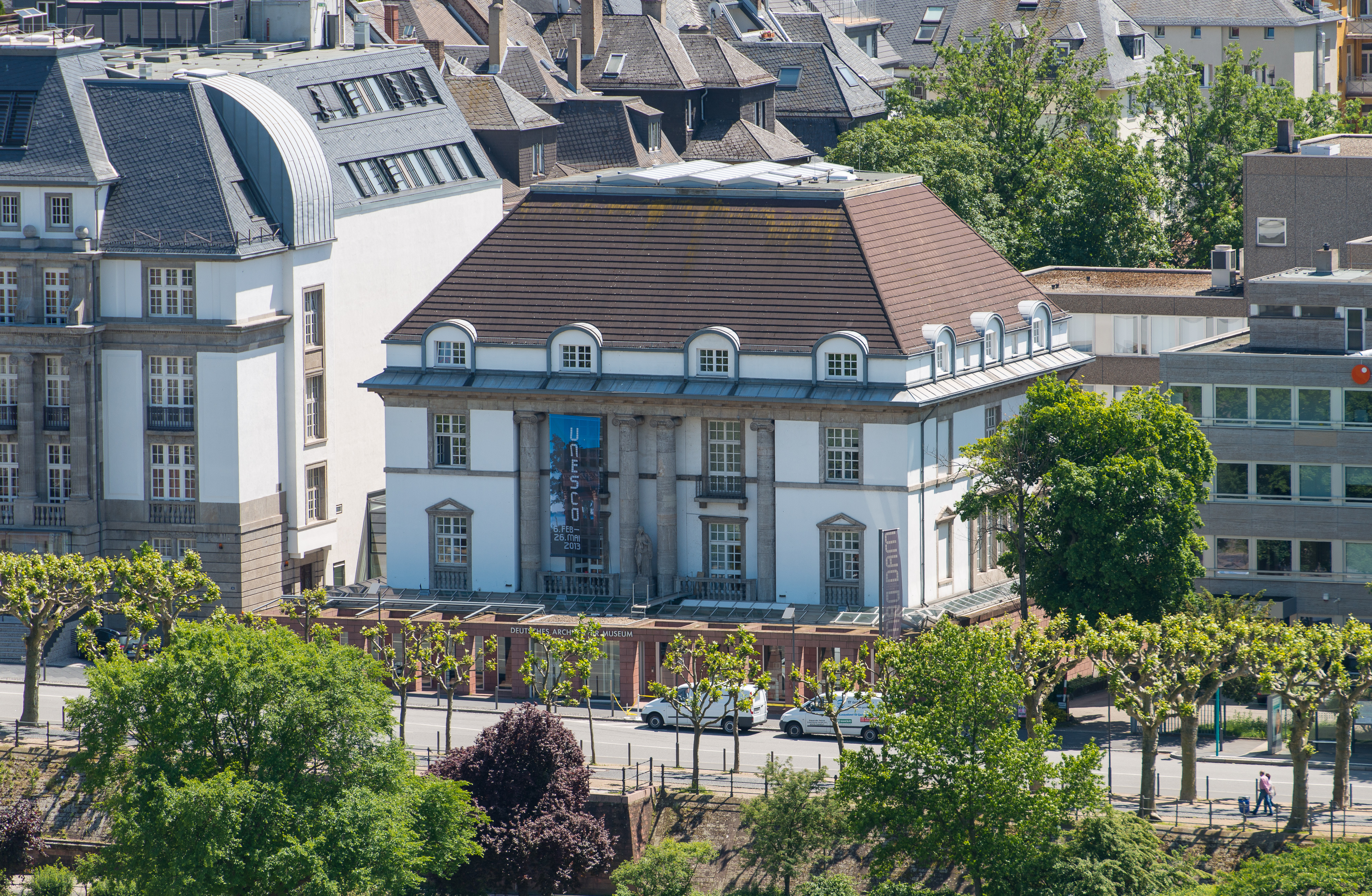
Deutsches Architekturmuseum
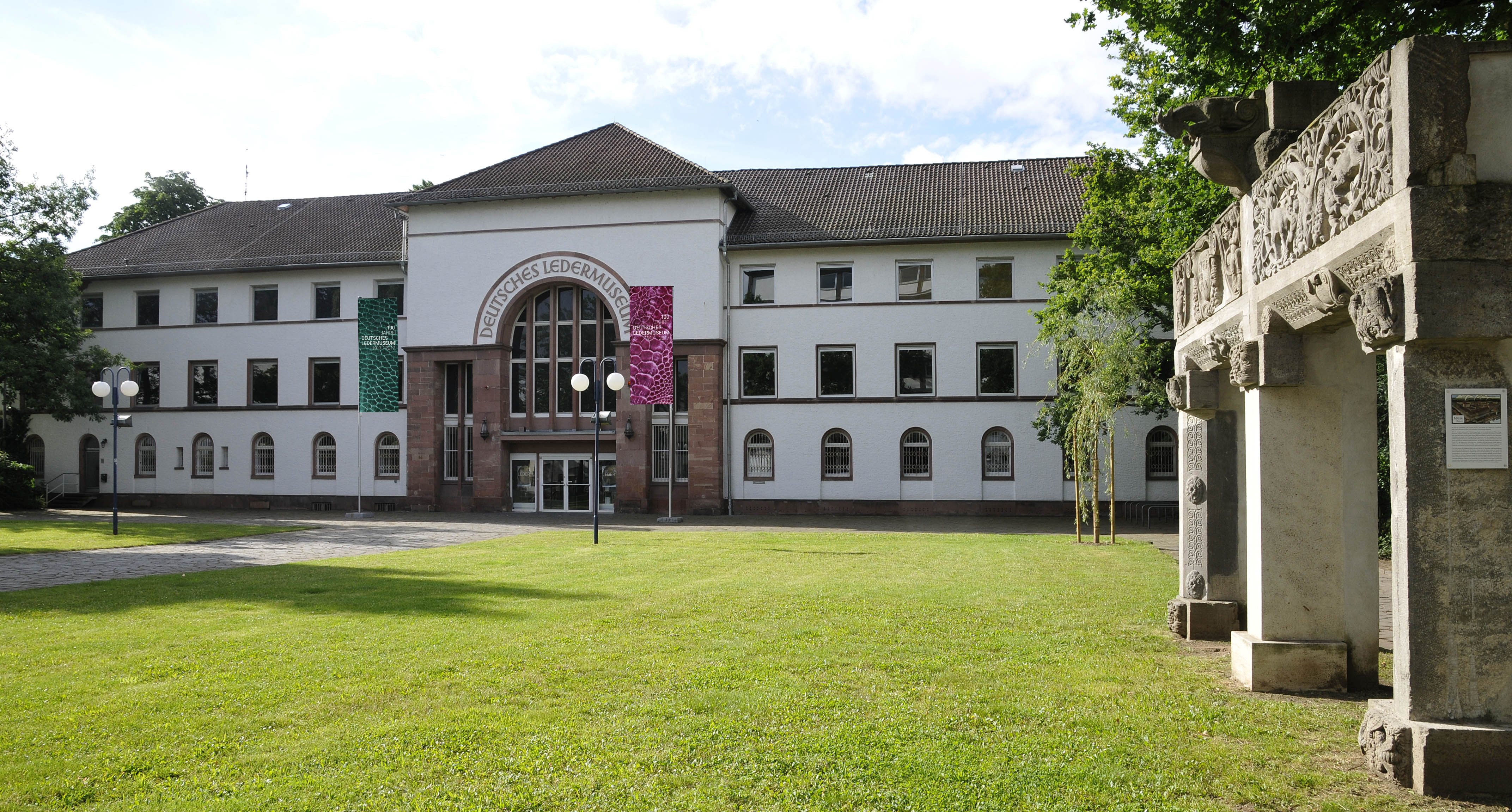
Deutsches Ledermuseum
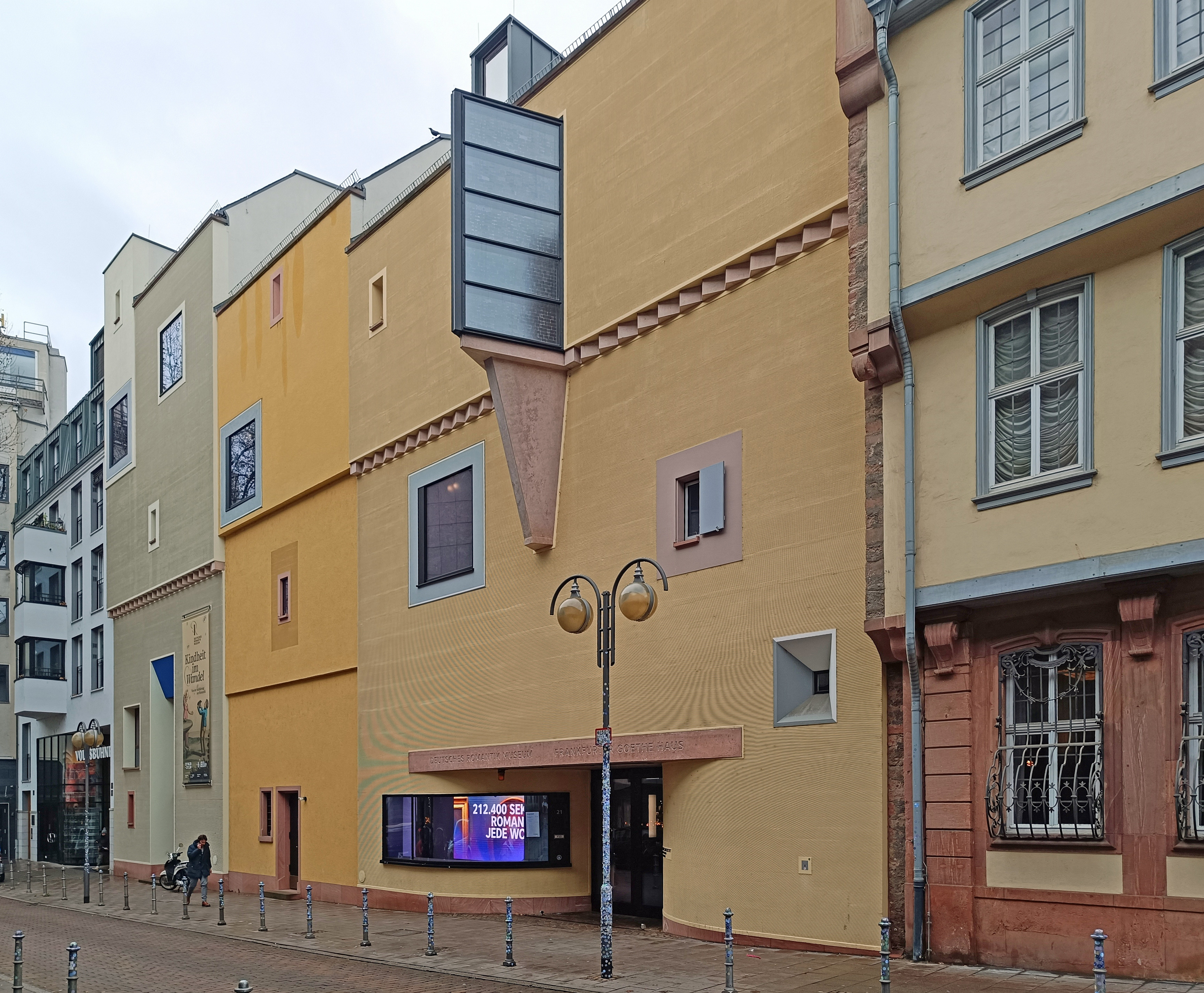
Deutsches Romantik-Museum
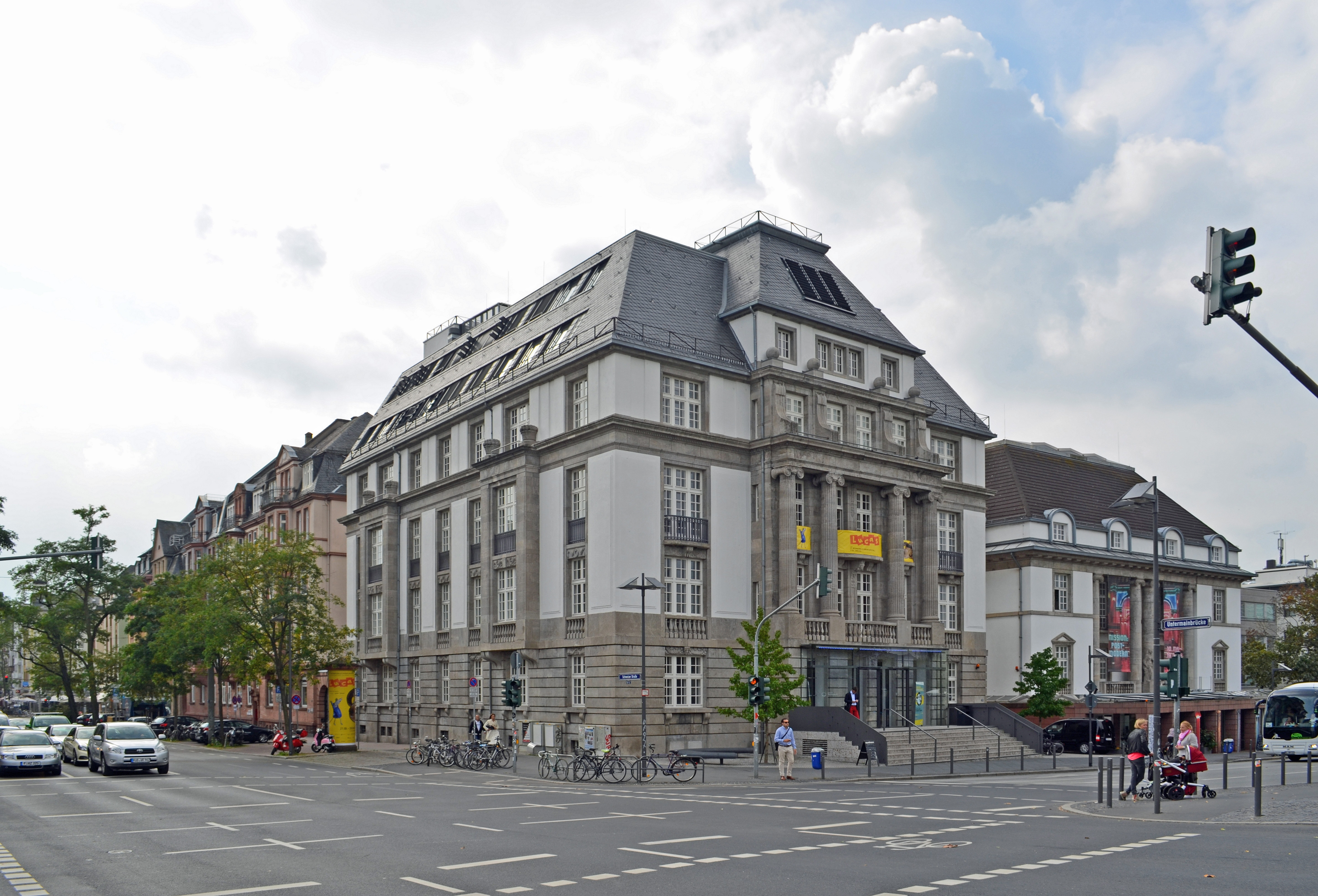
Deutsches Filmmuseum
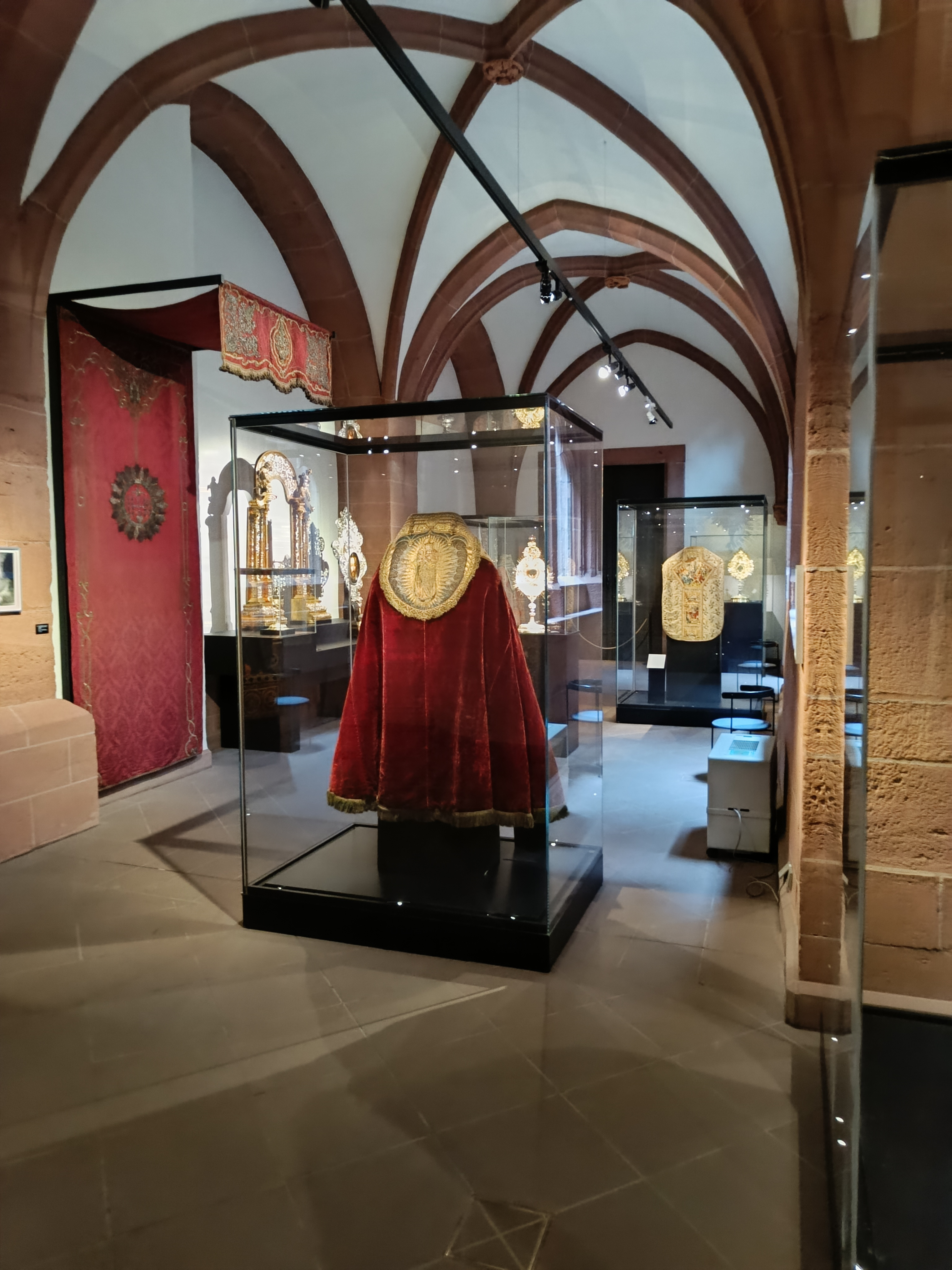
Dommuseum Frankfurt
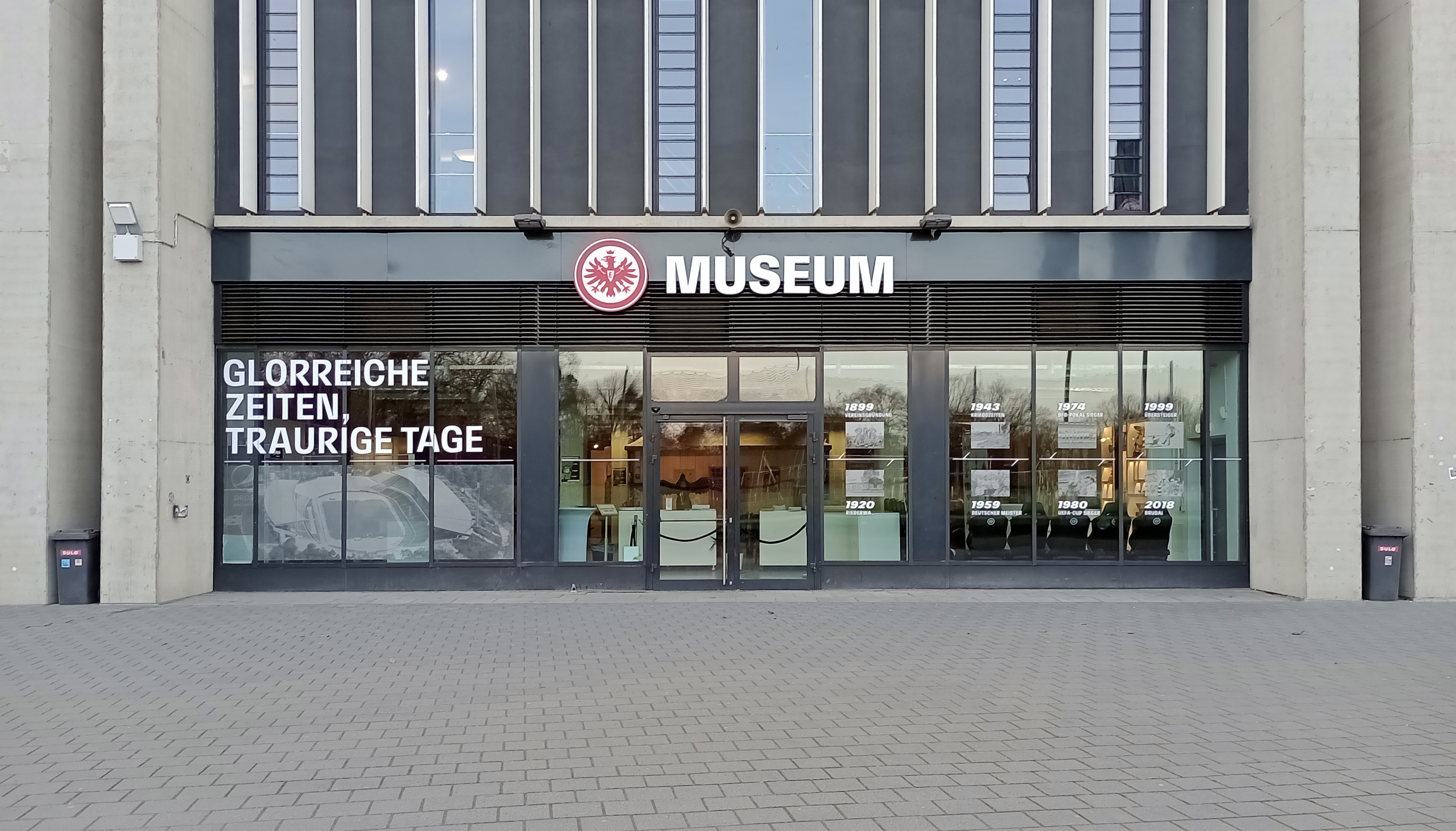
Eintracht Frankfurt Museum
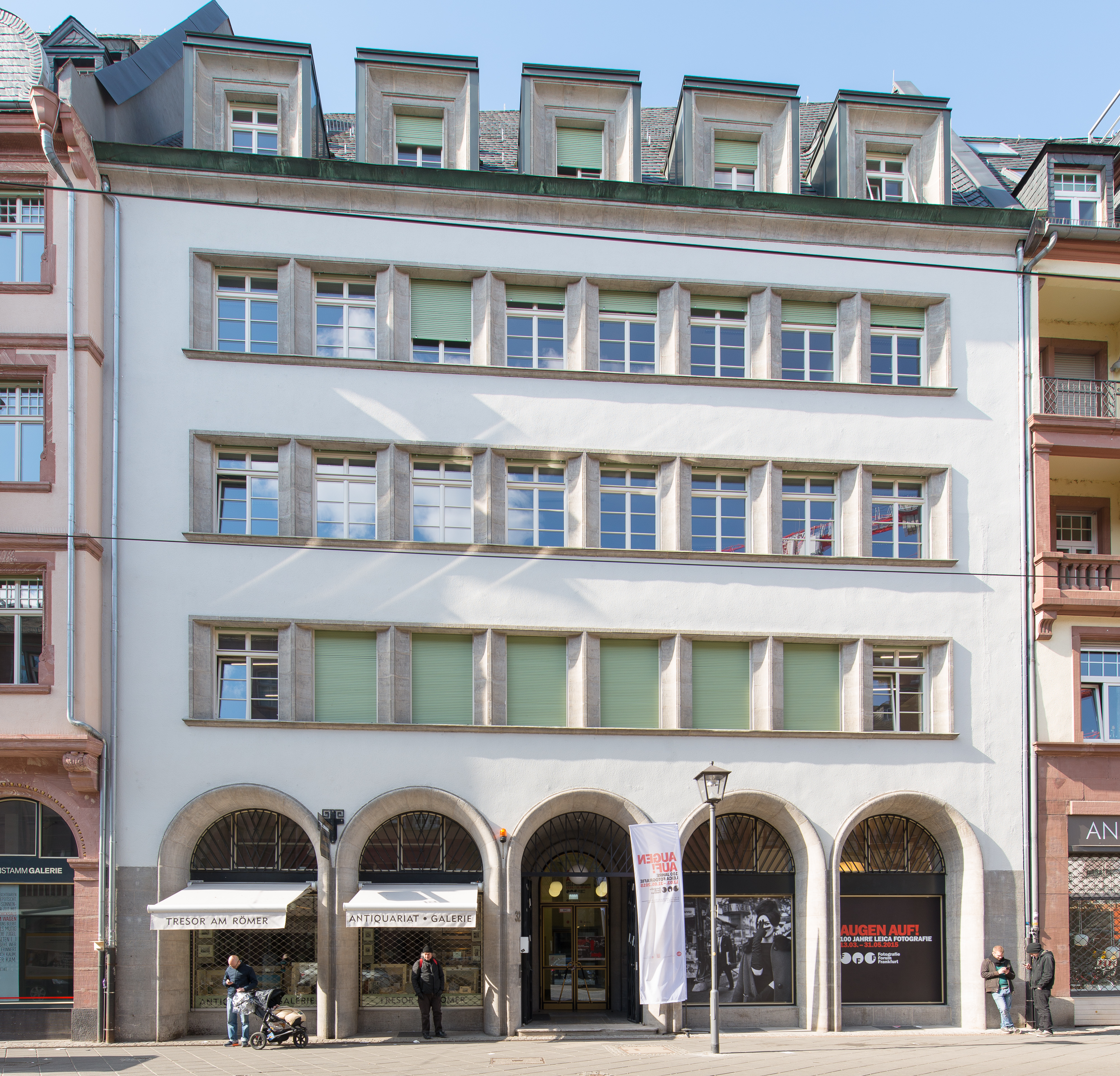
Fotografie Forum Frankfurt
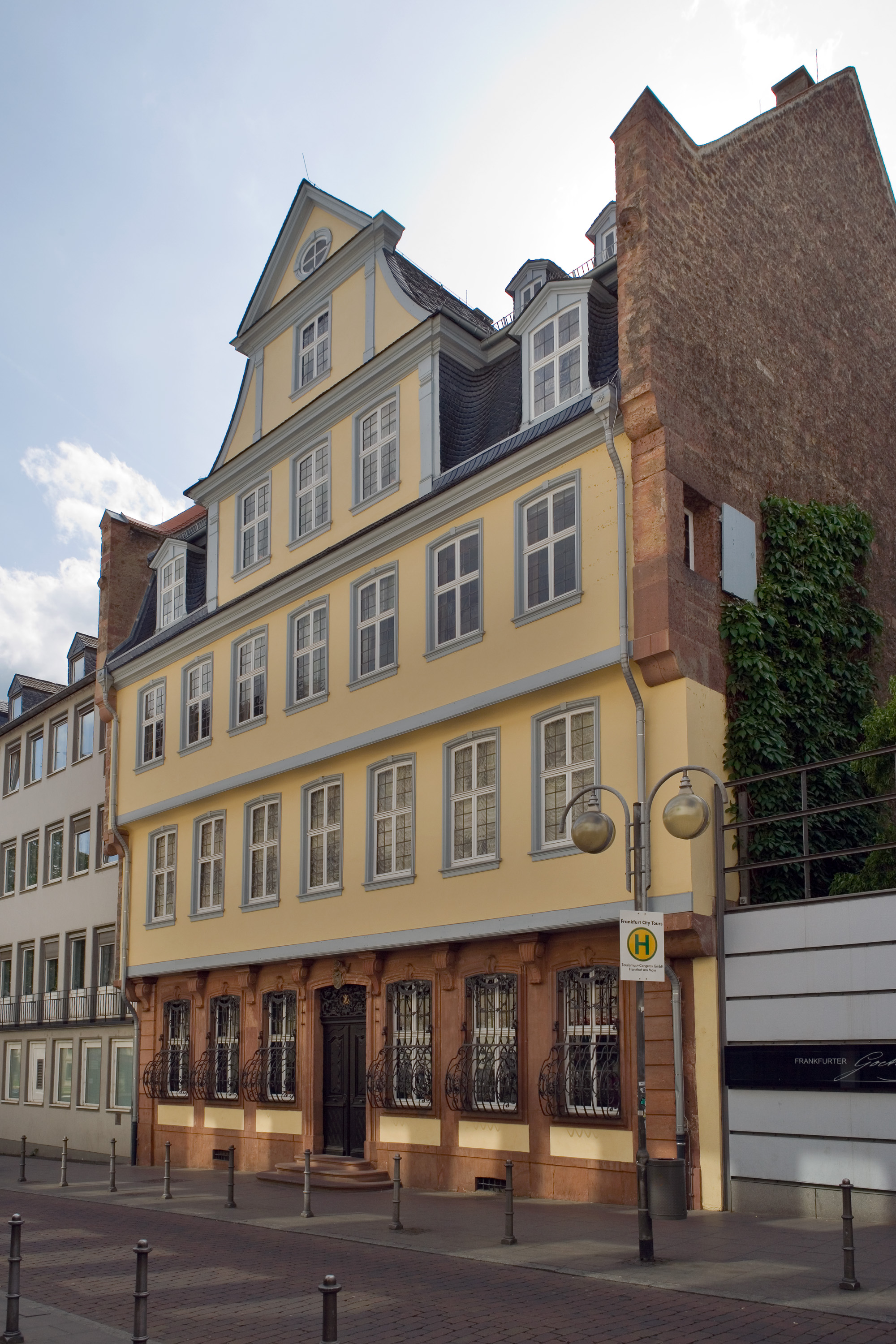
Goethe-Haus
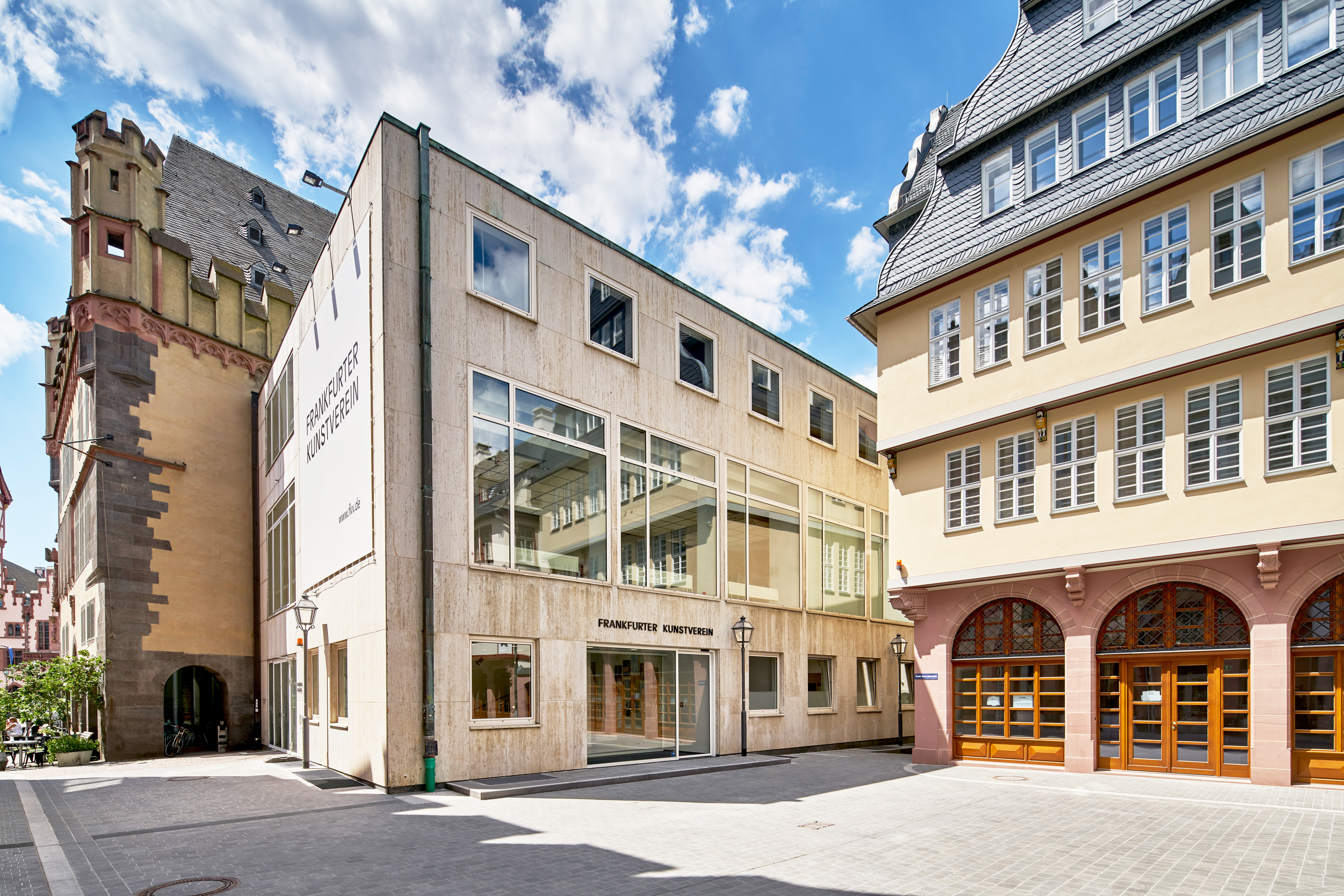
Frankfurter Kunstverein
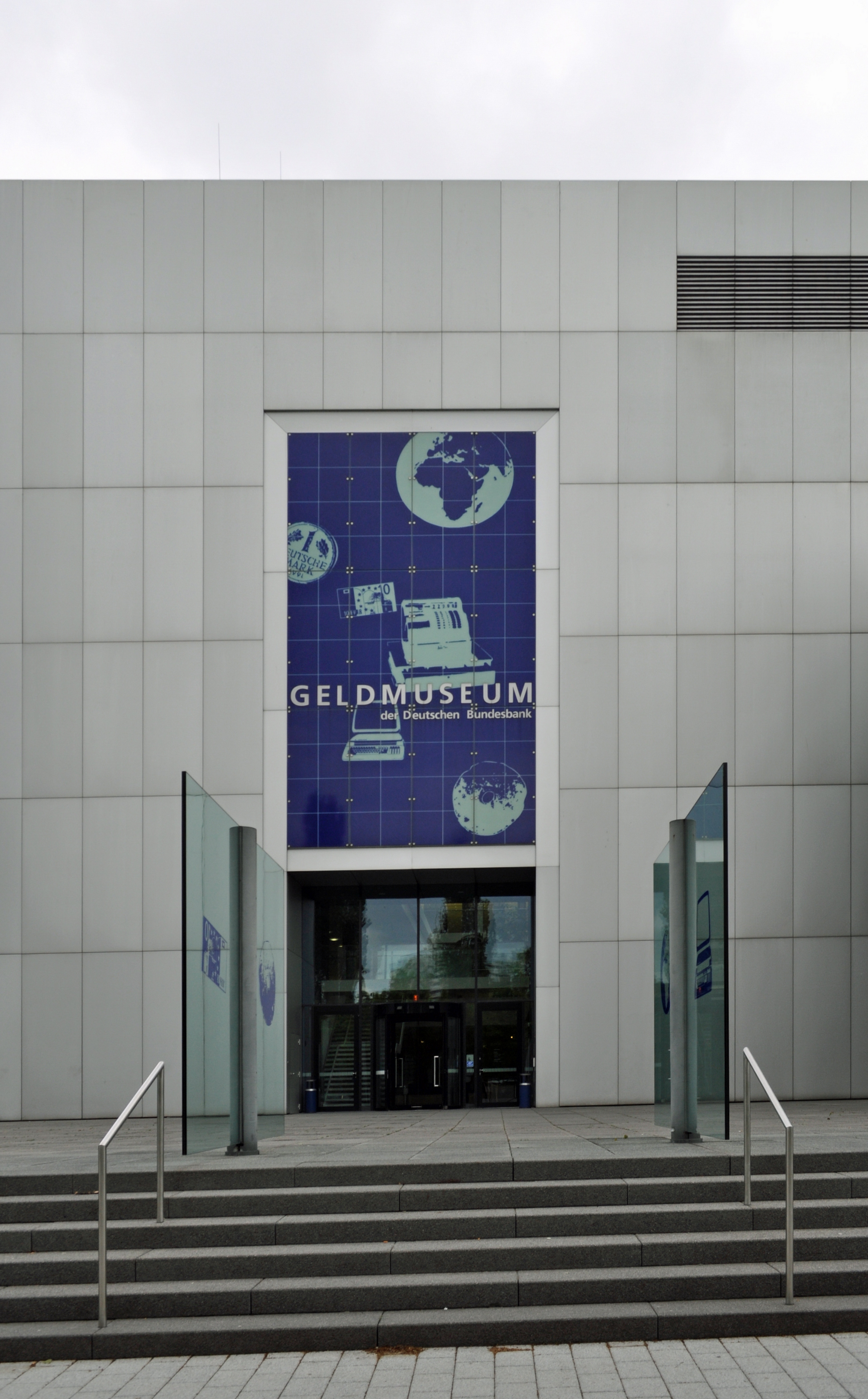
Geldmuseum der Deutschen Bundesbank
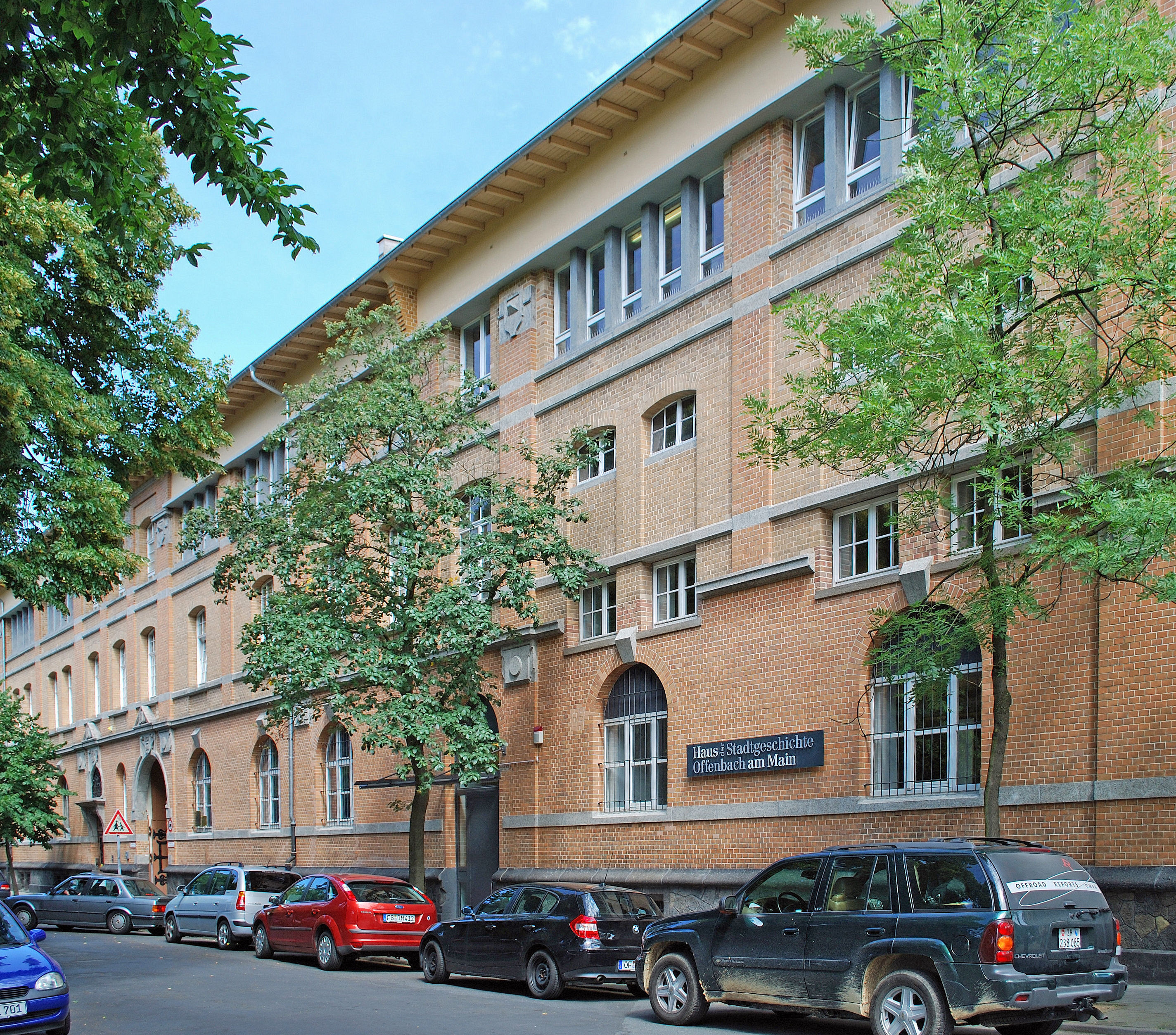
Haus der Stadtgeschichte (Offenbach am Main)
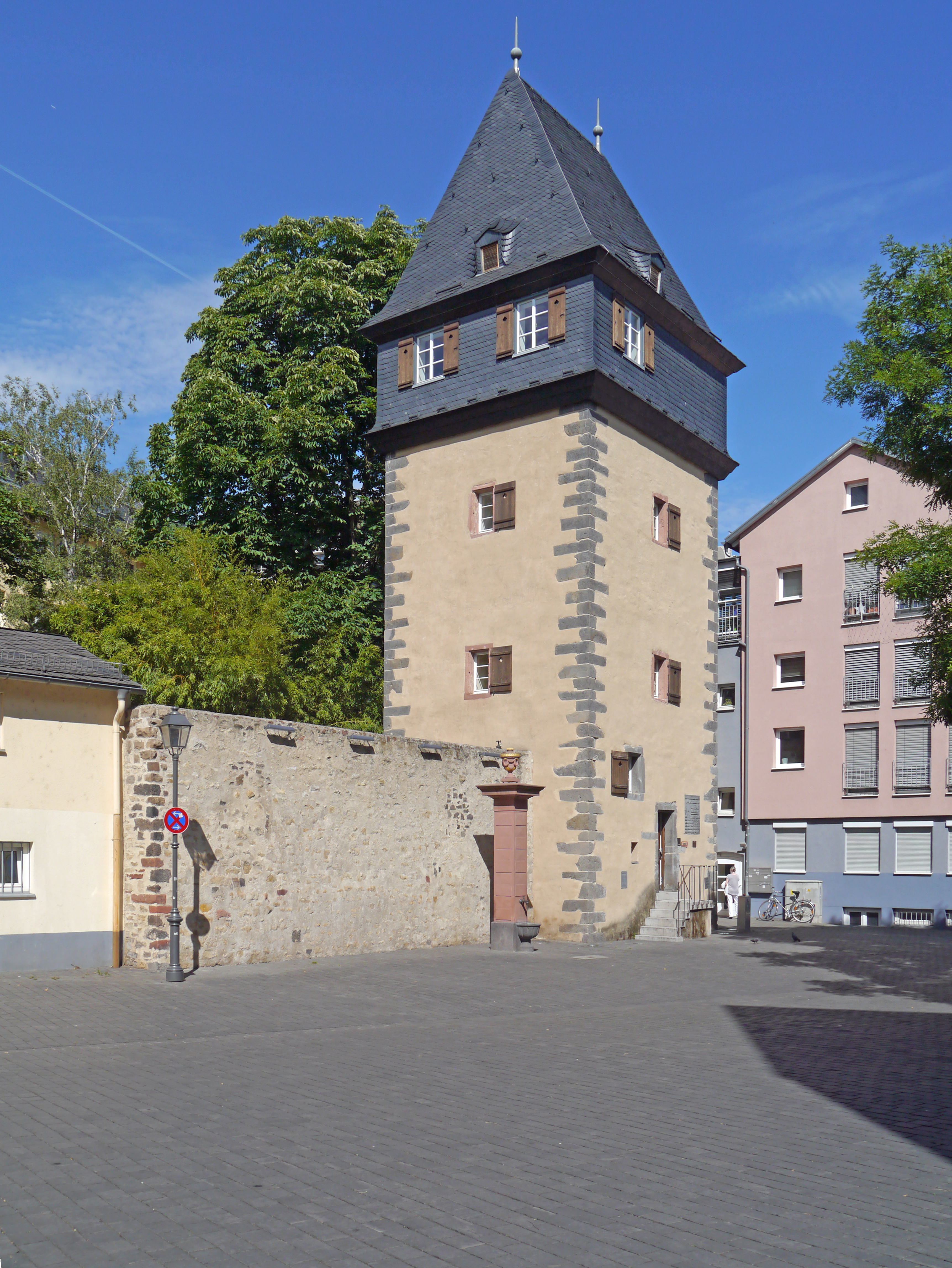
Hindemith Kabinett
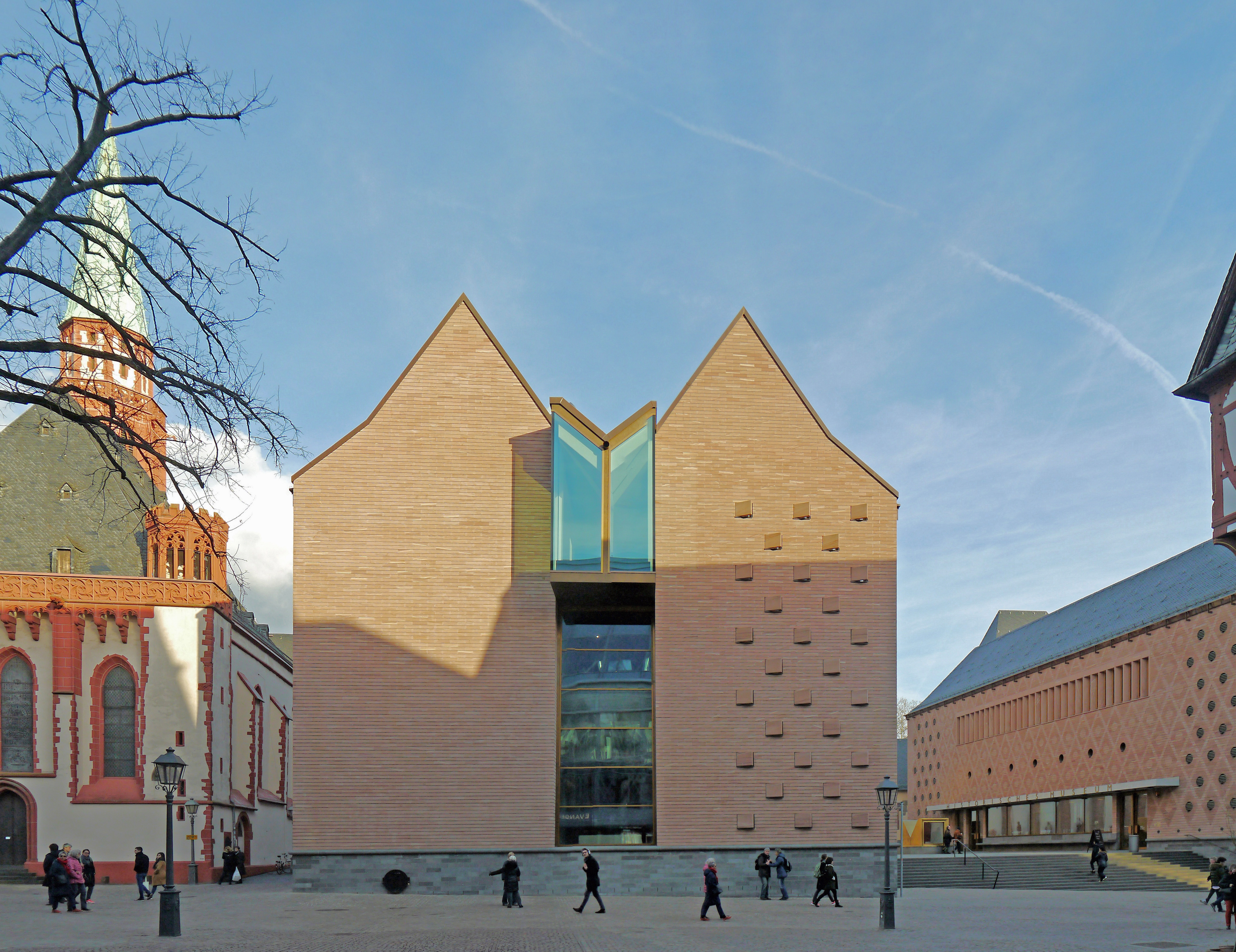
Historisches Museum Frankfurt
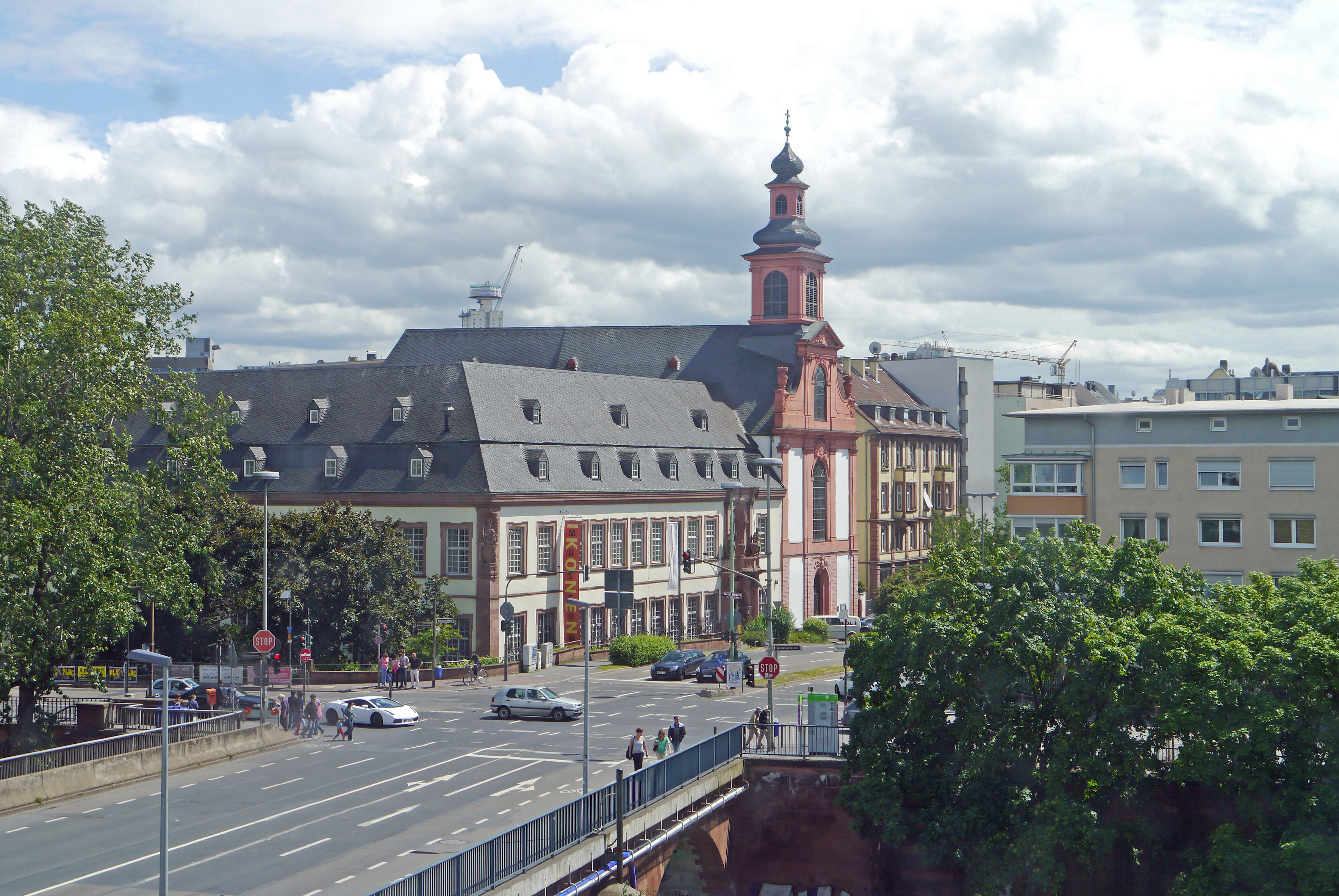
Ikonen-Museum (Frankfurt am Main)
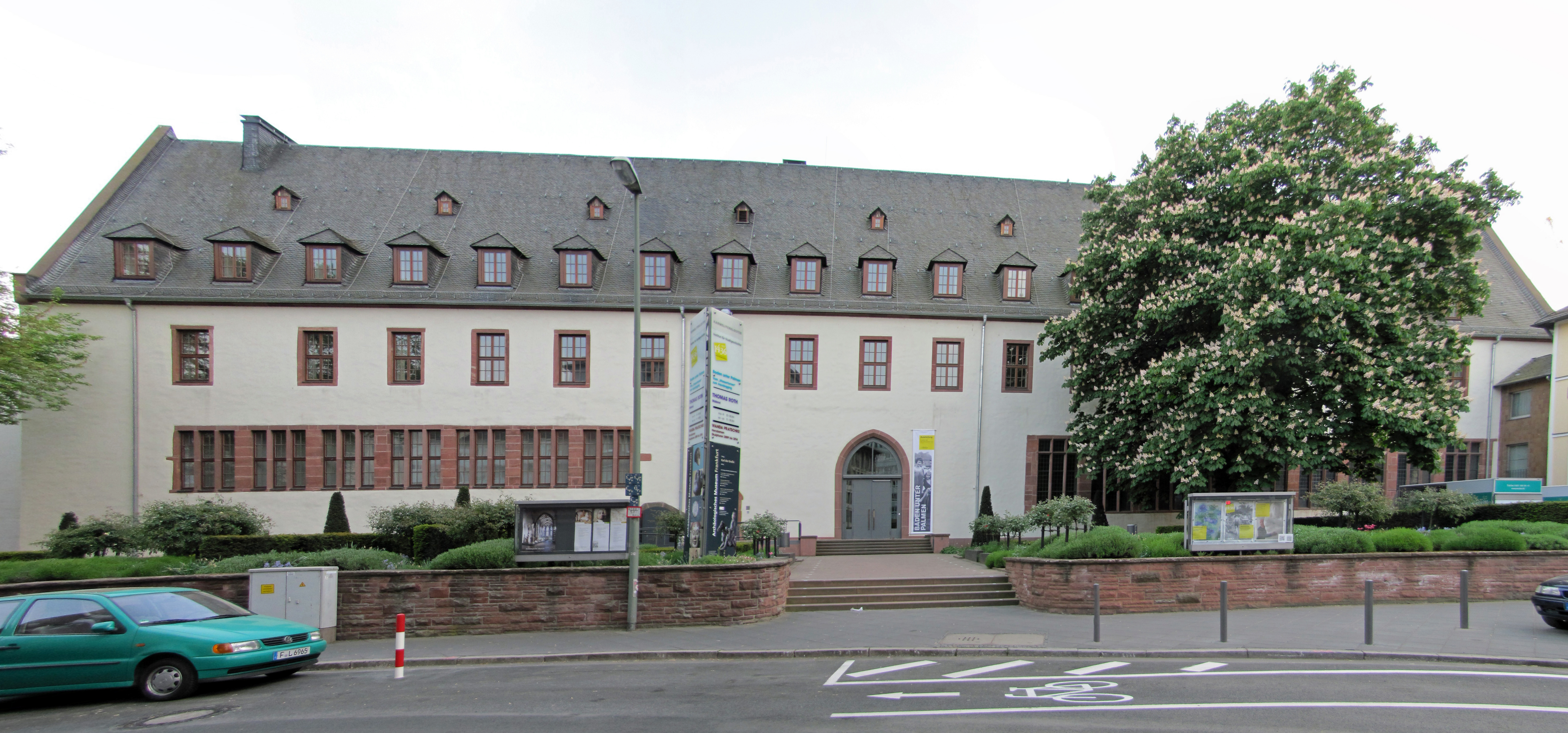
Institut für Stadtgeschichte (Frankfurt am Main)
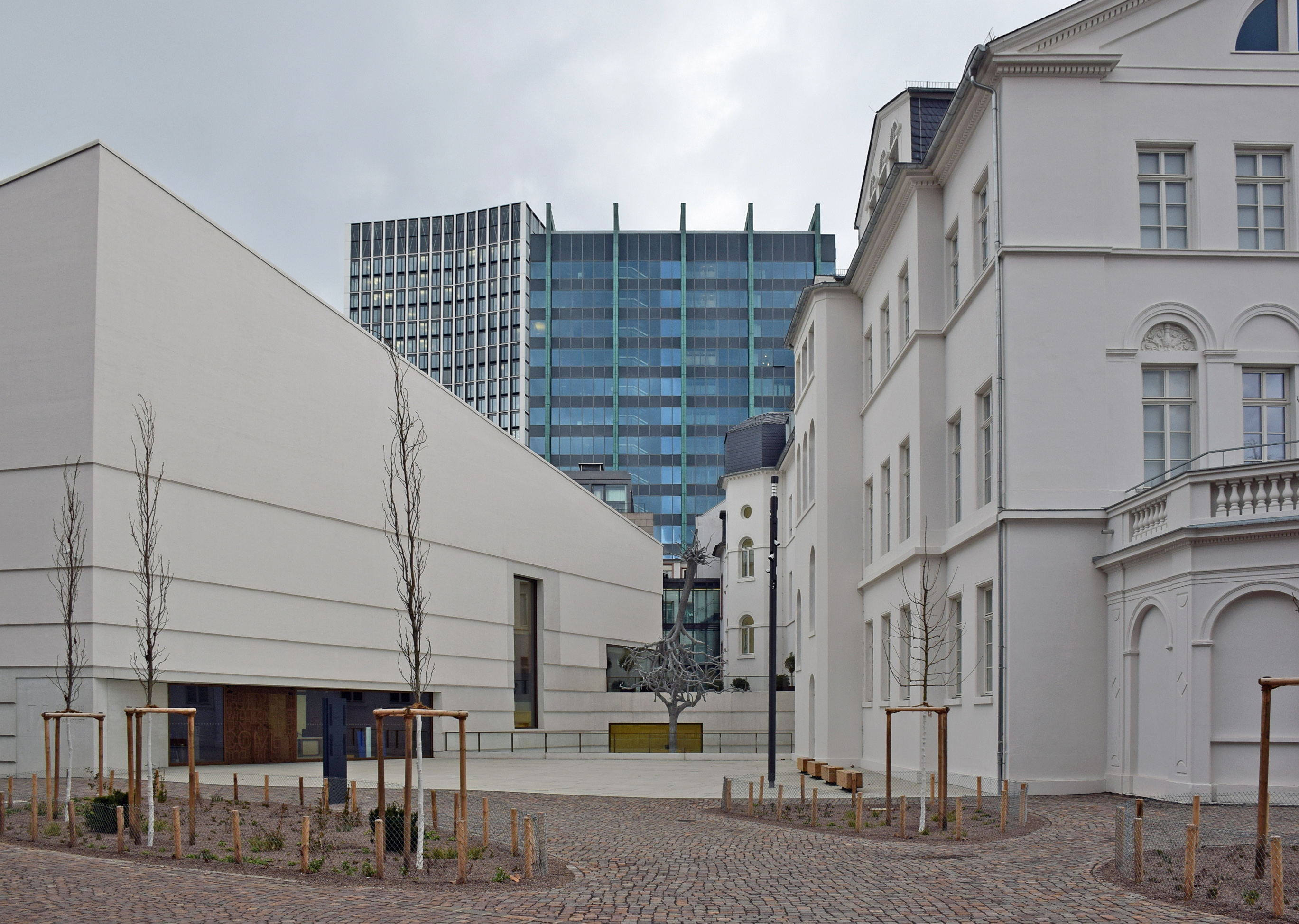
Jüdisches Museum Frankfurt
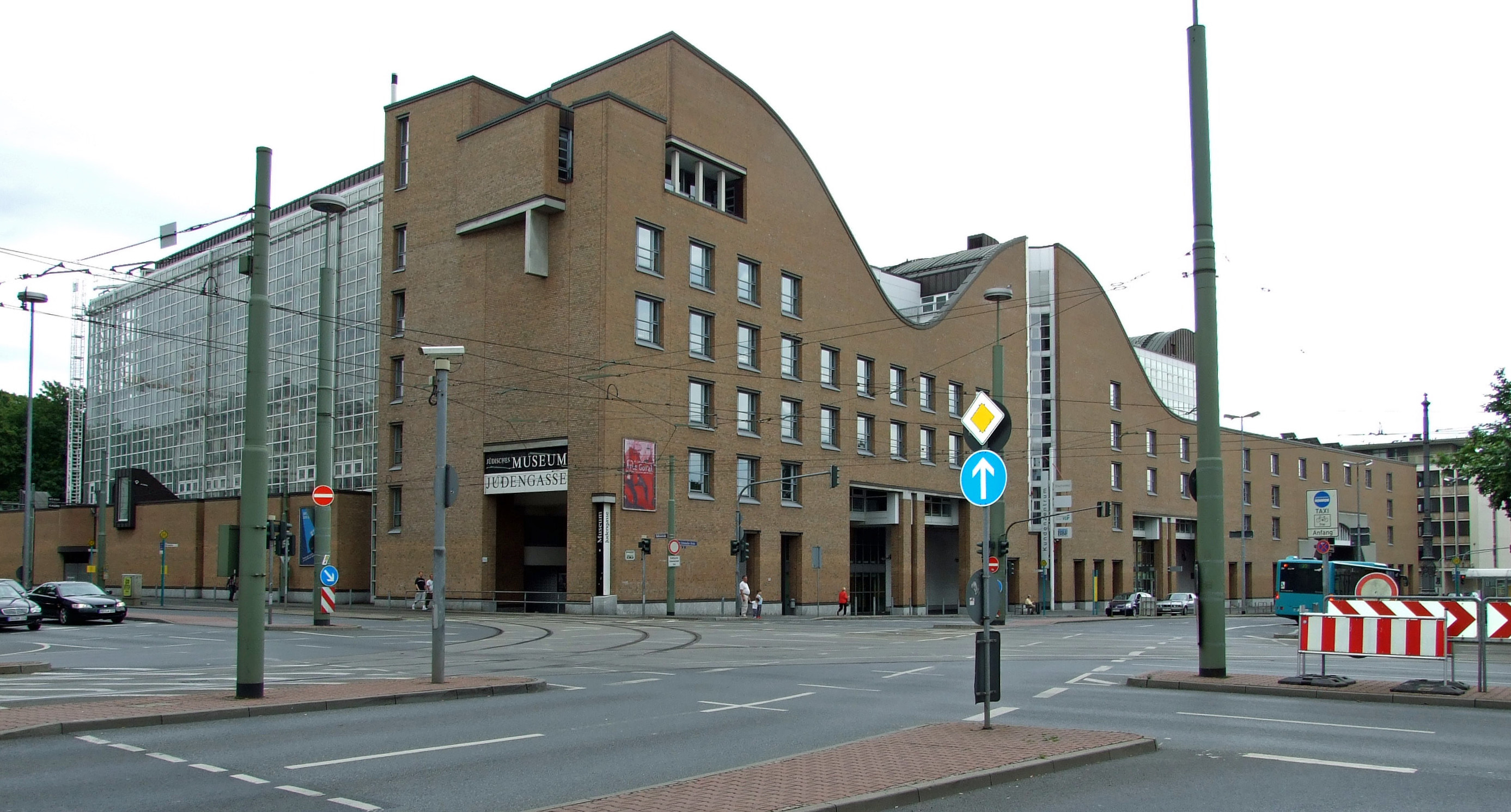
Museum Judengasse
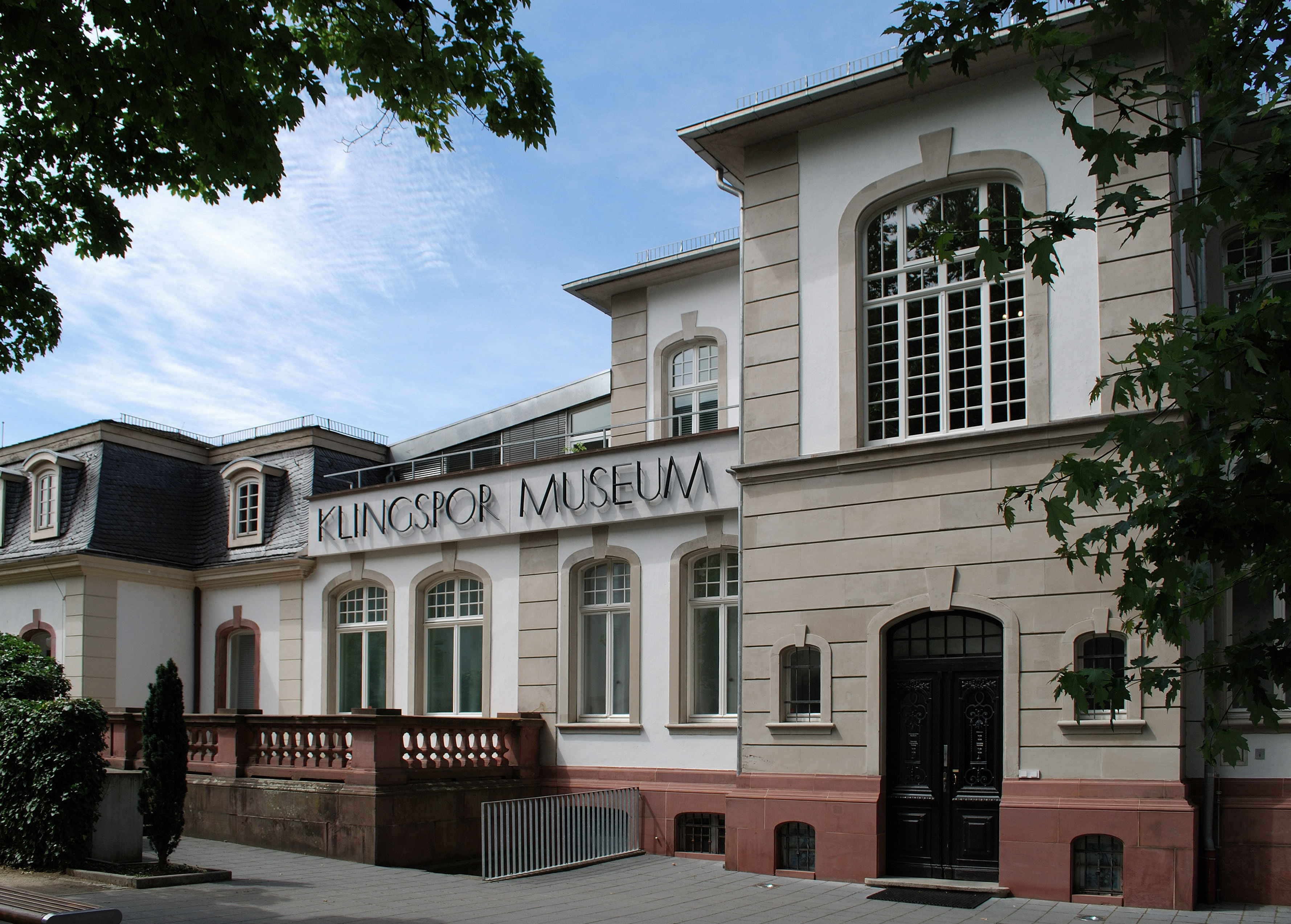
Klingspor-Museum
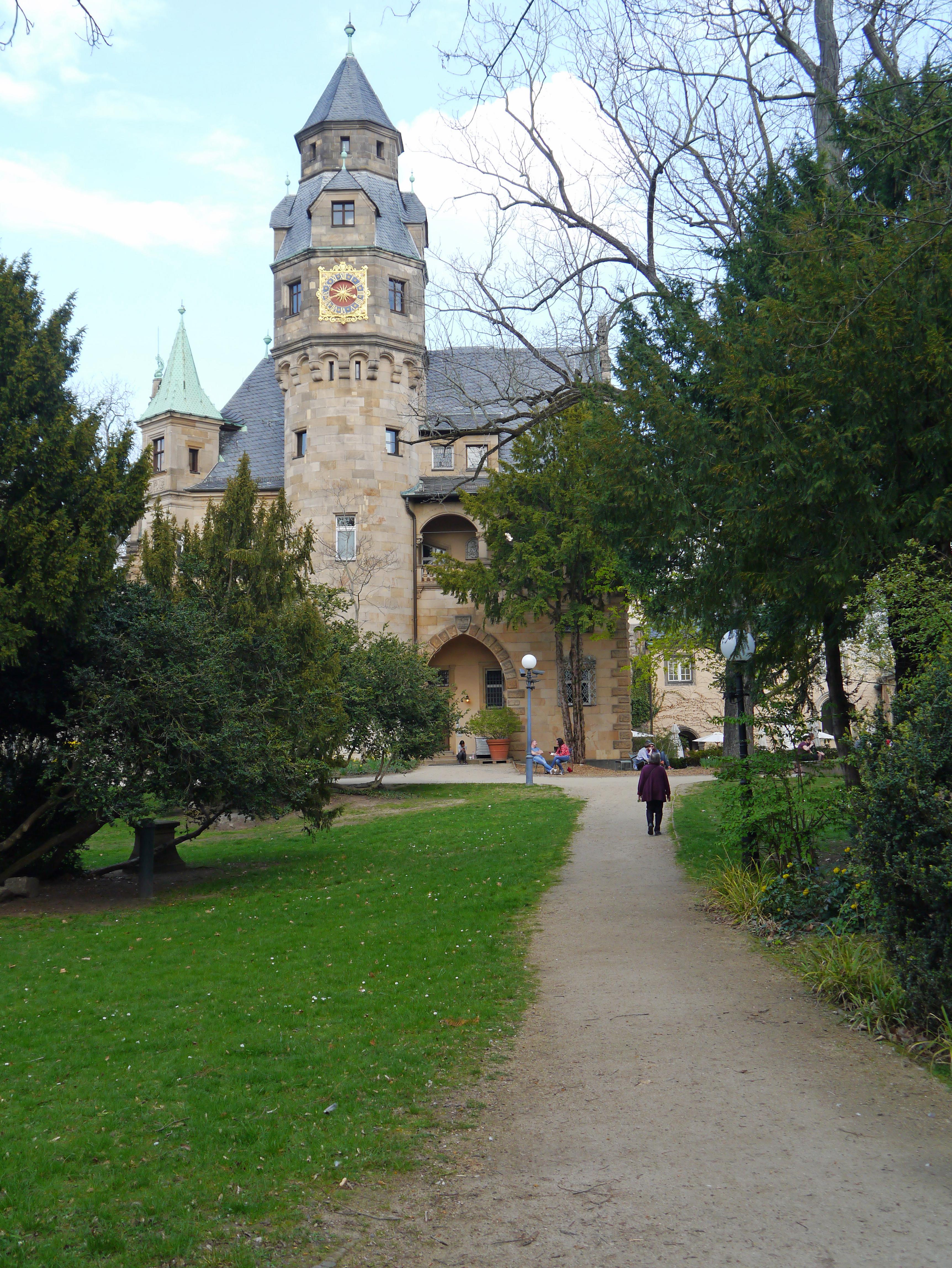
Liebieghaus Skulpturensammlung
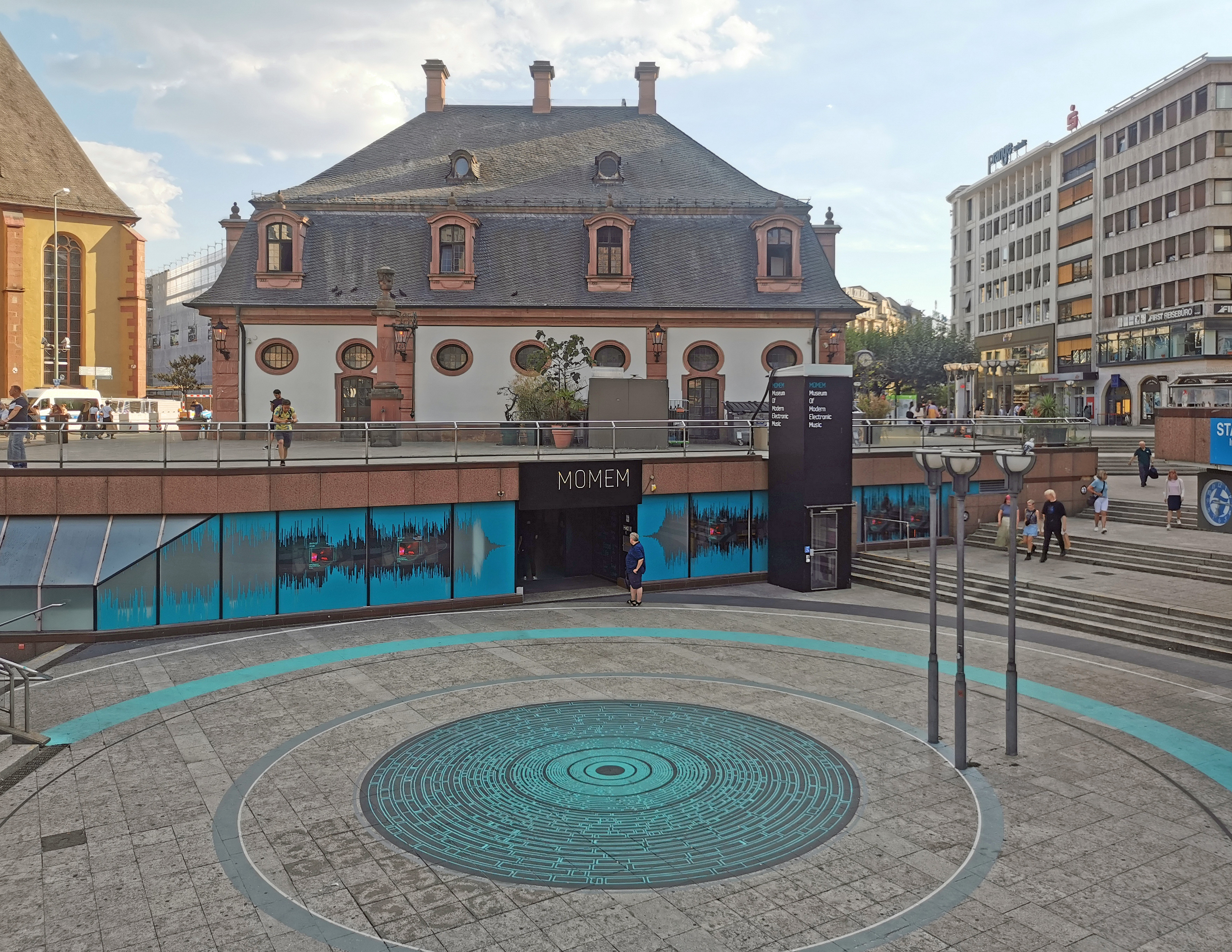
MOMEM
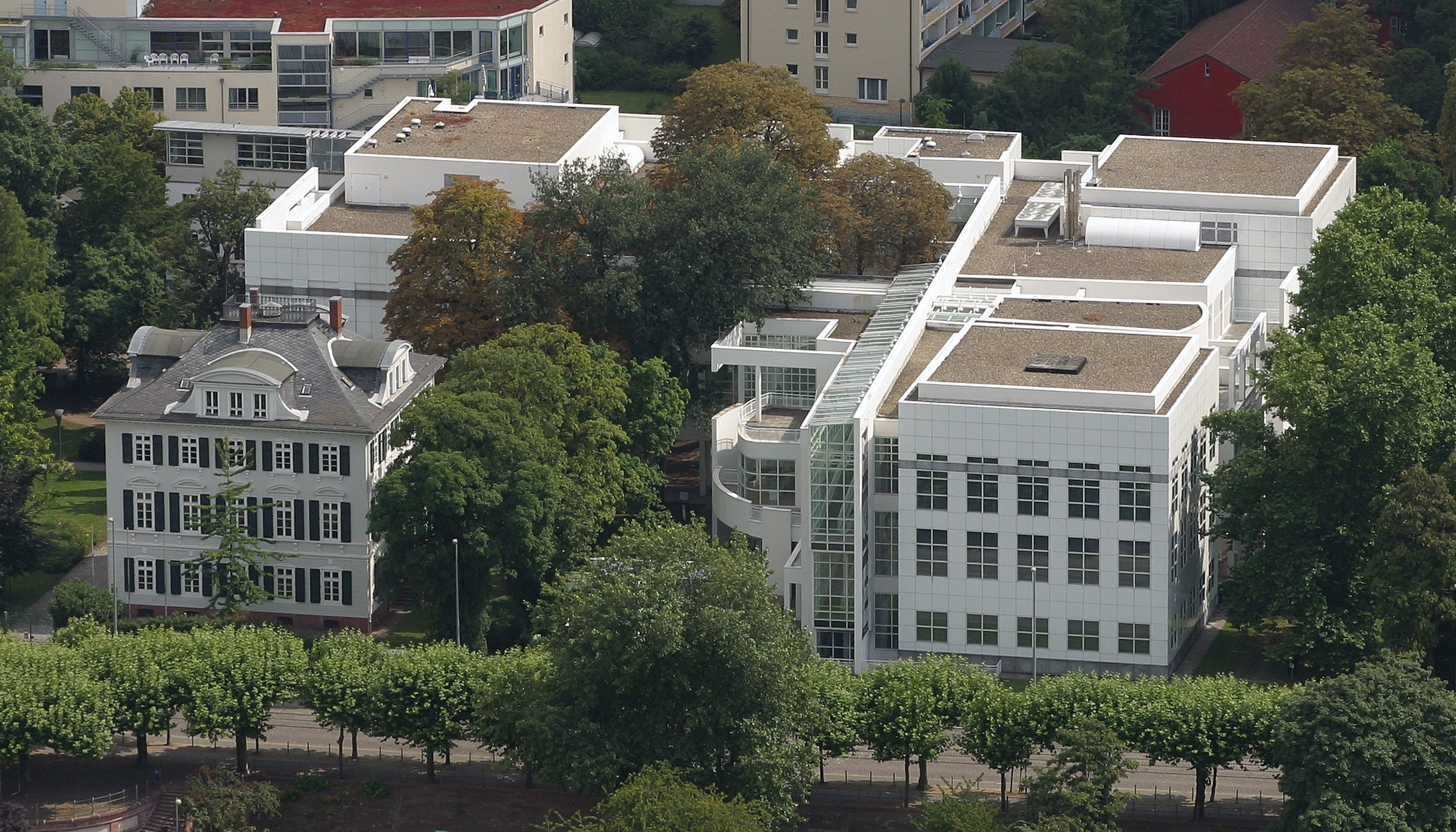
Museum Angewandte Kunst (Frankfurt am Main)
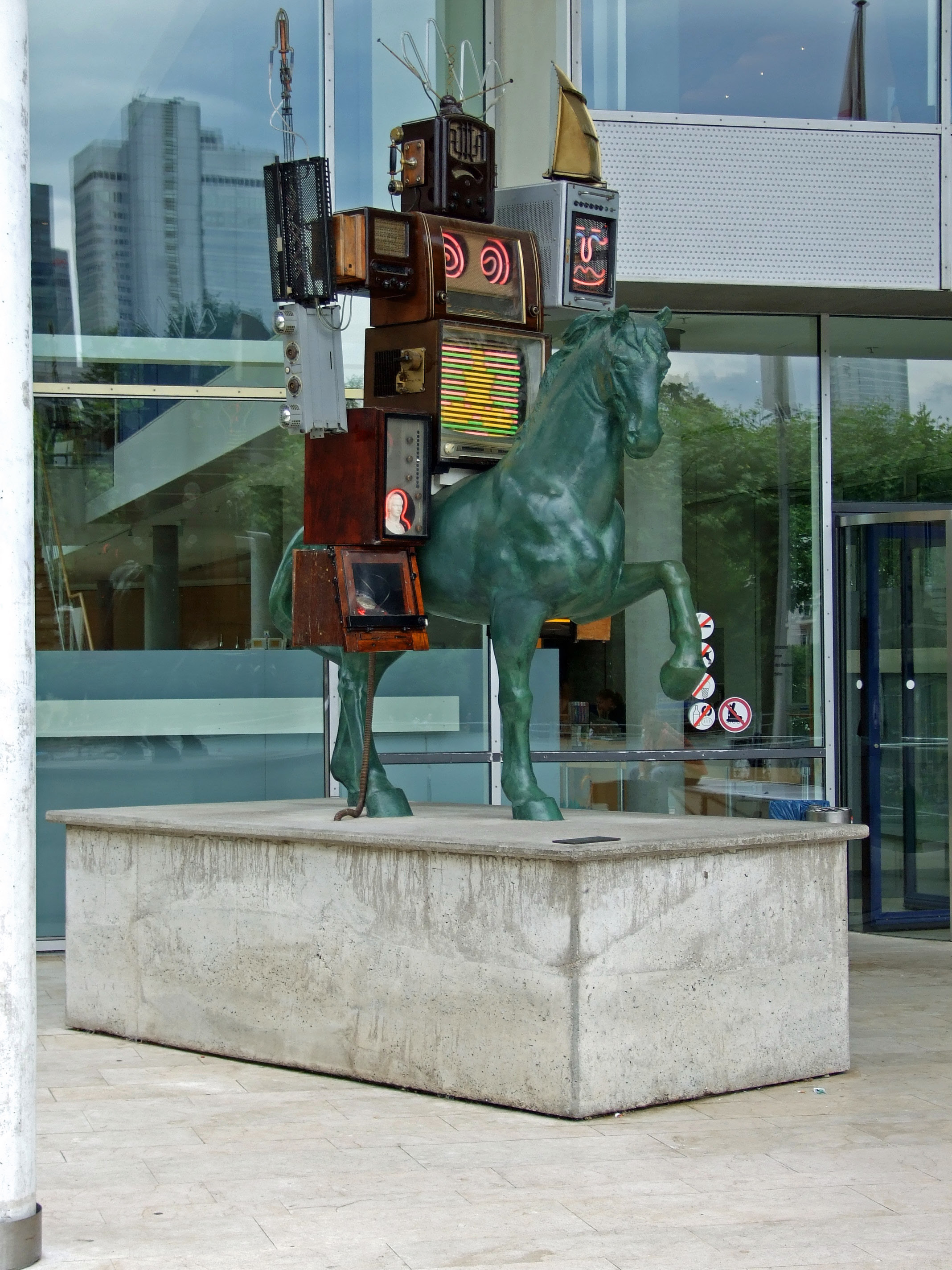
Museum für Kommunikation Frankfurt
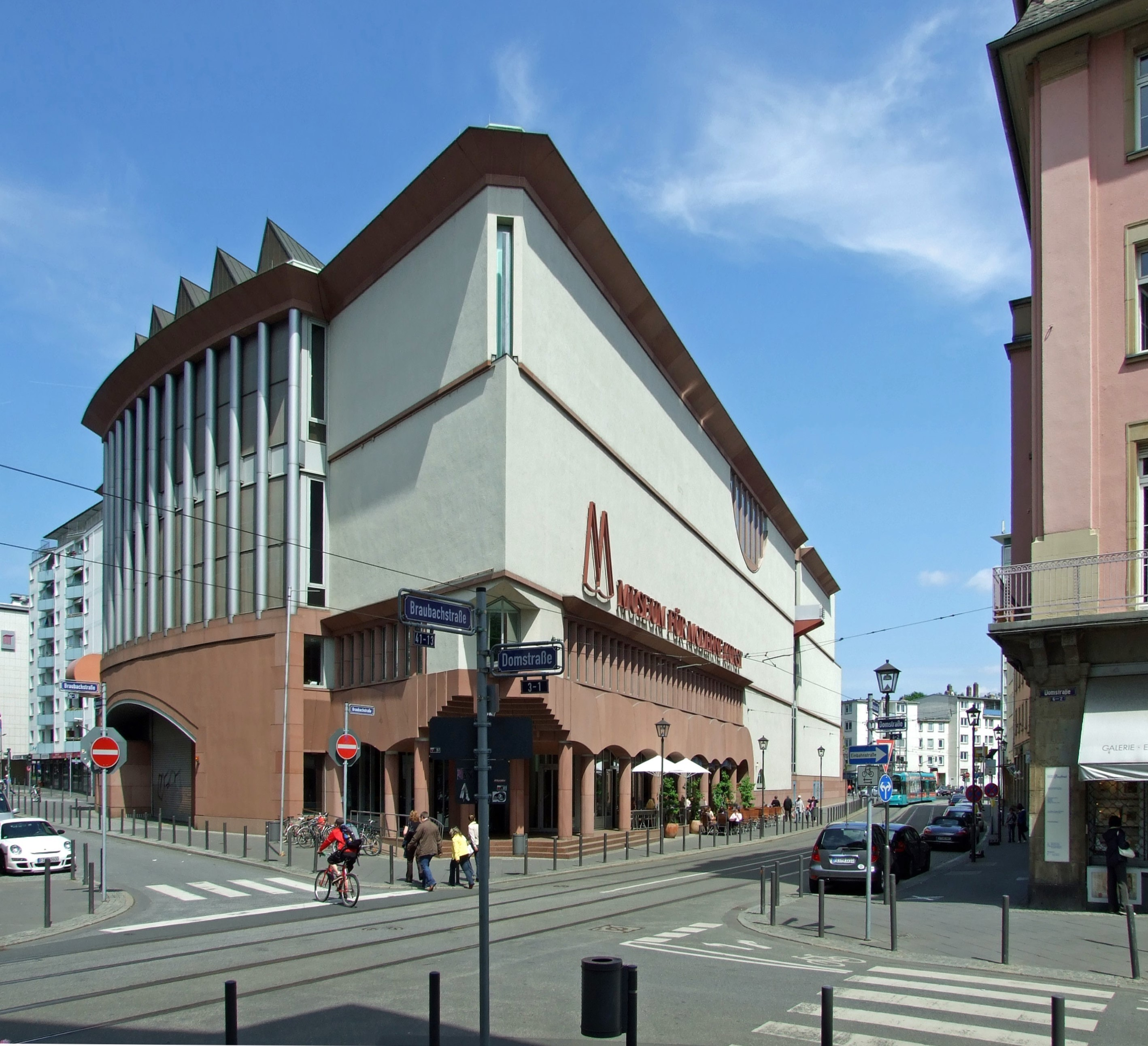
MMK I
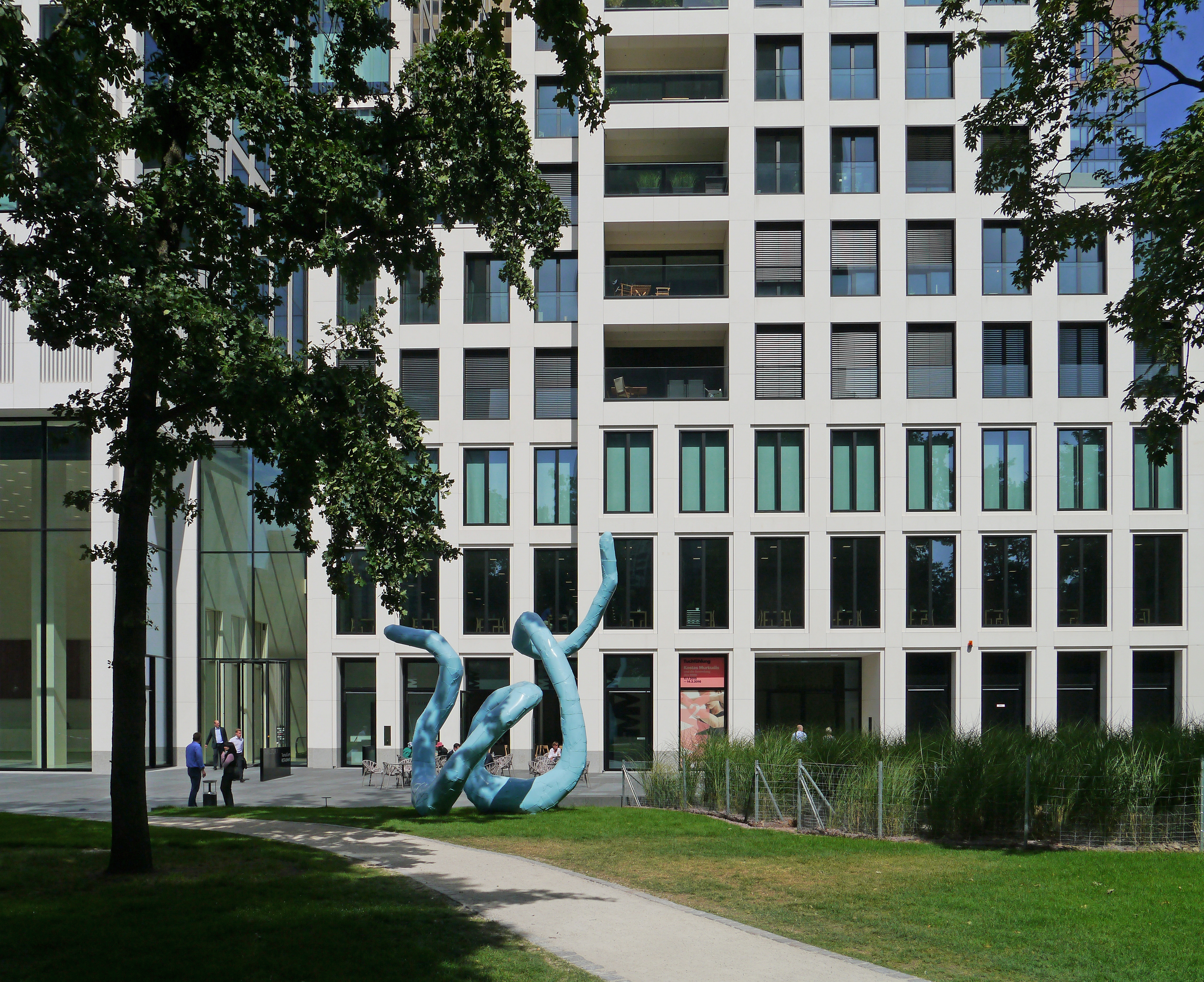
MMK II
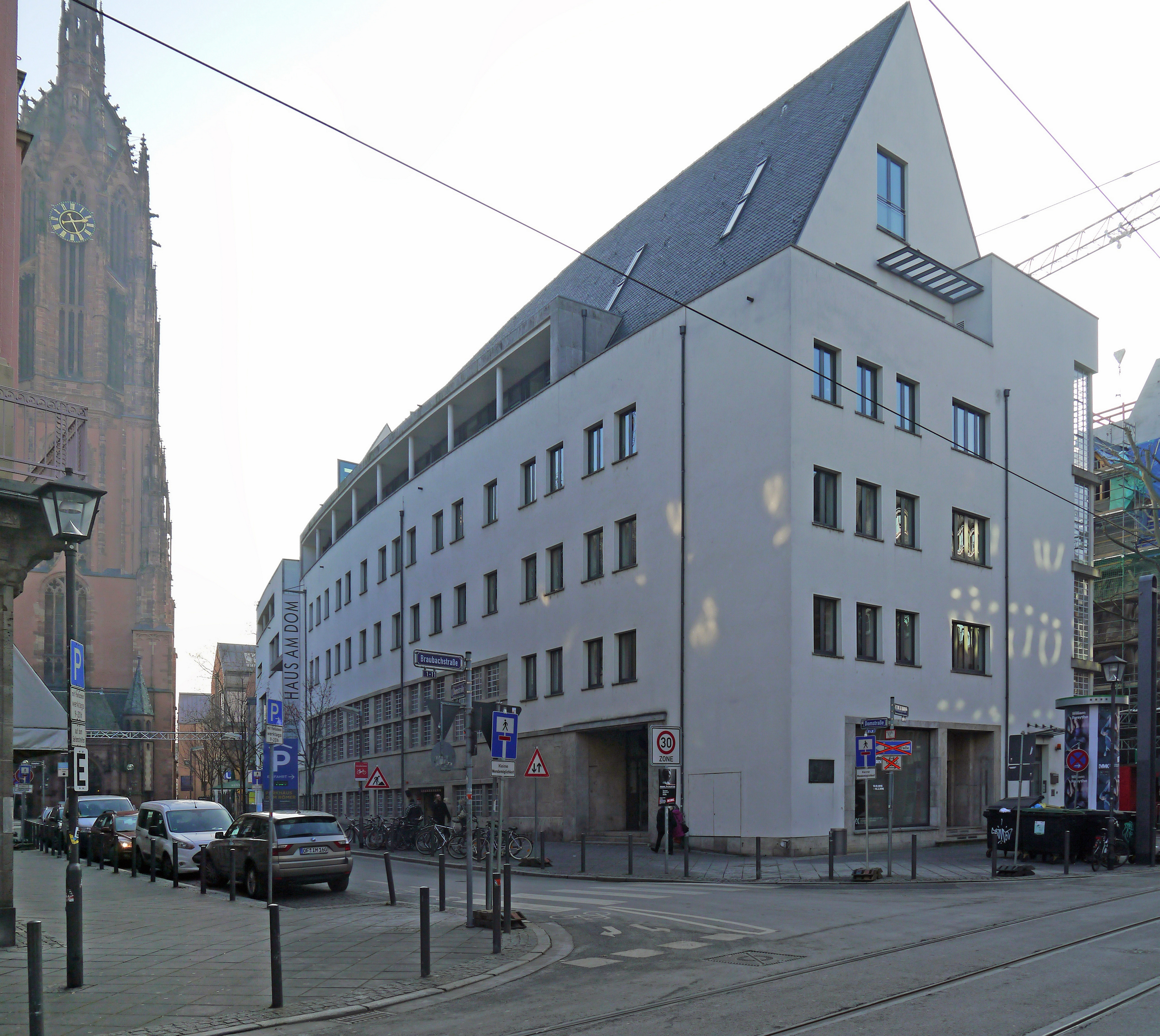
MMK III
Museum Giersch der Goethe-Universität
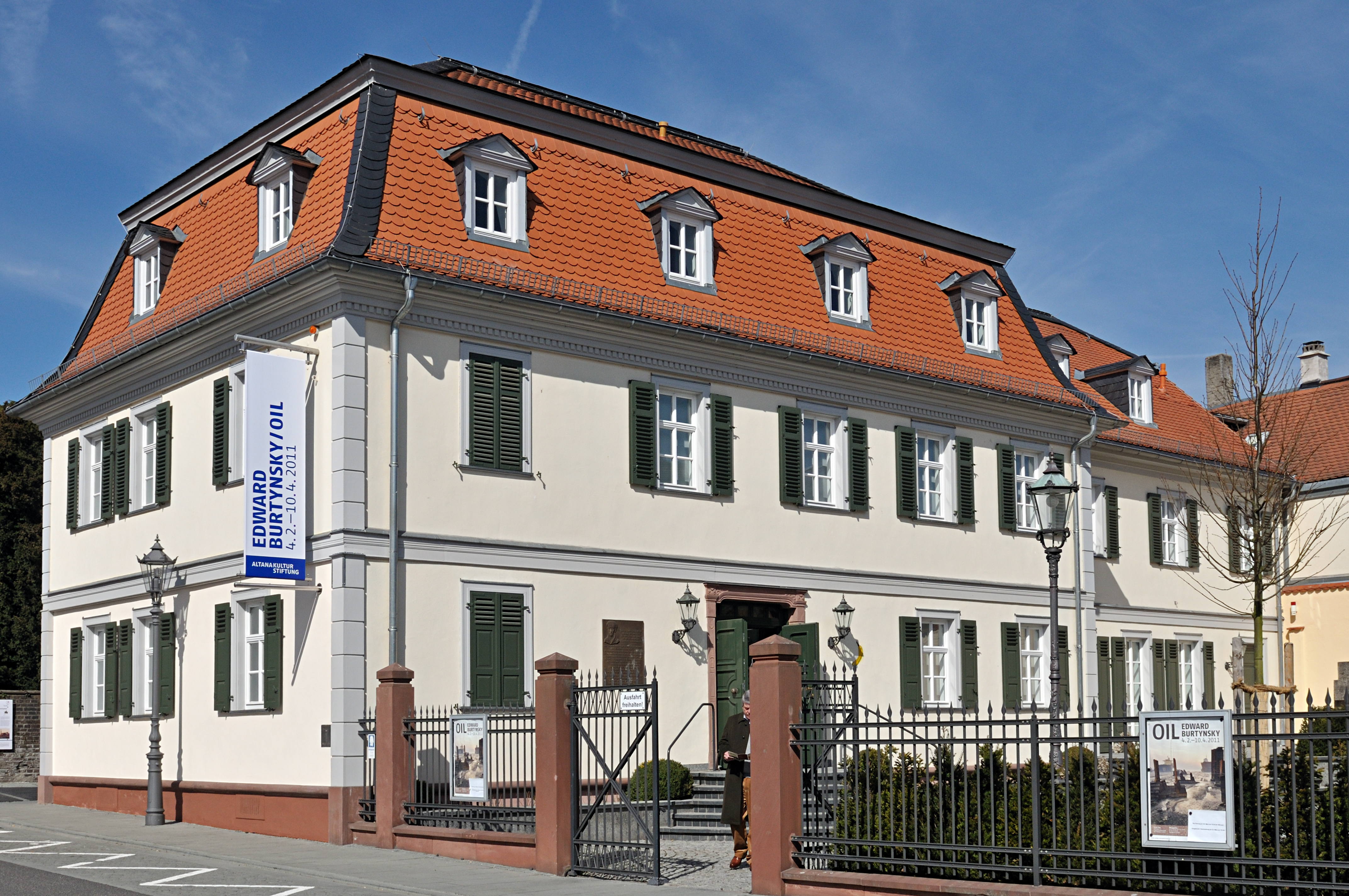
Sinclair-Haus
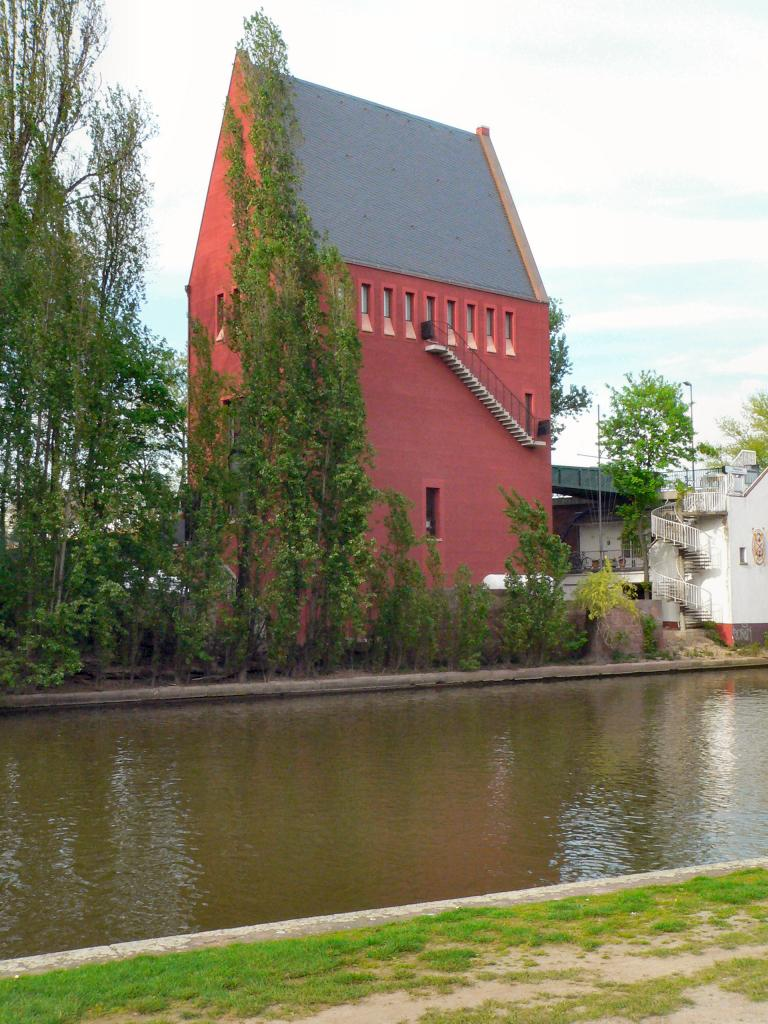
Portikus (Ausstellungshalle)
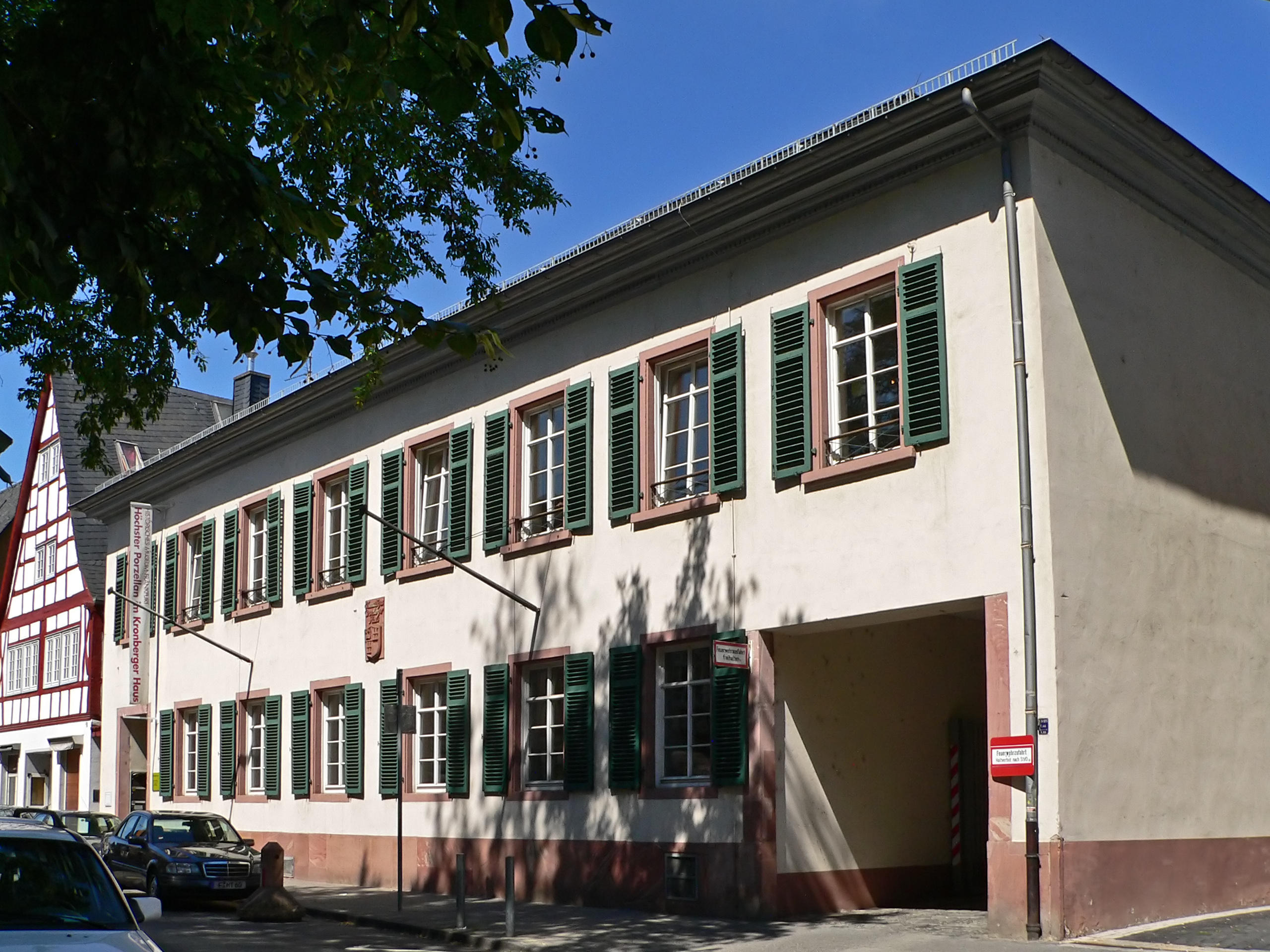
Kronberger Haus (Höchst), Porzellanmuseum
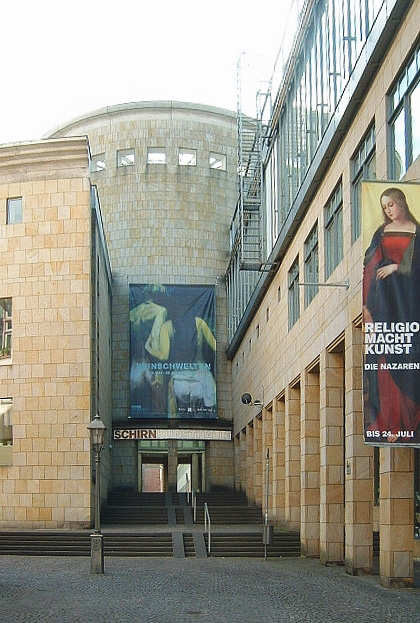
Schirn Kunsthalle Frankfurt
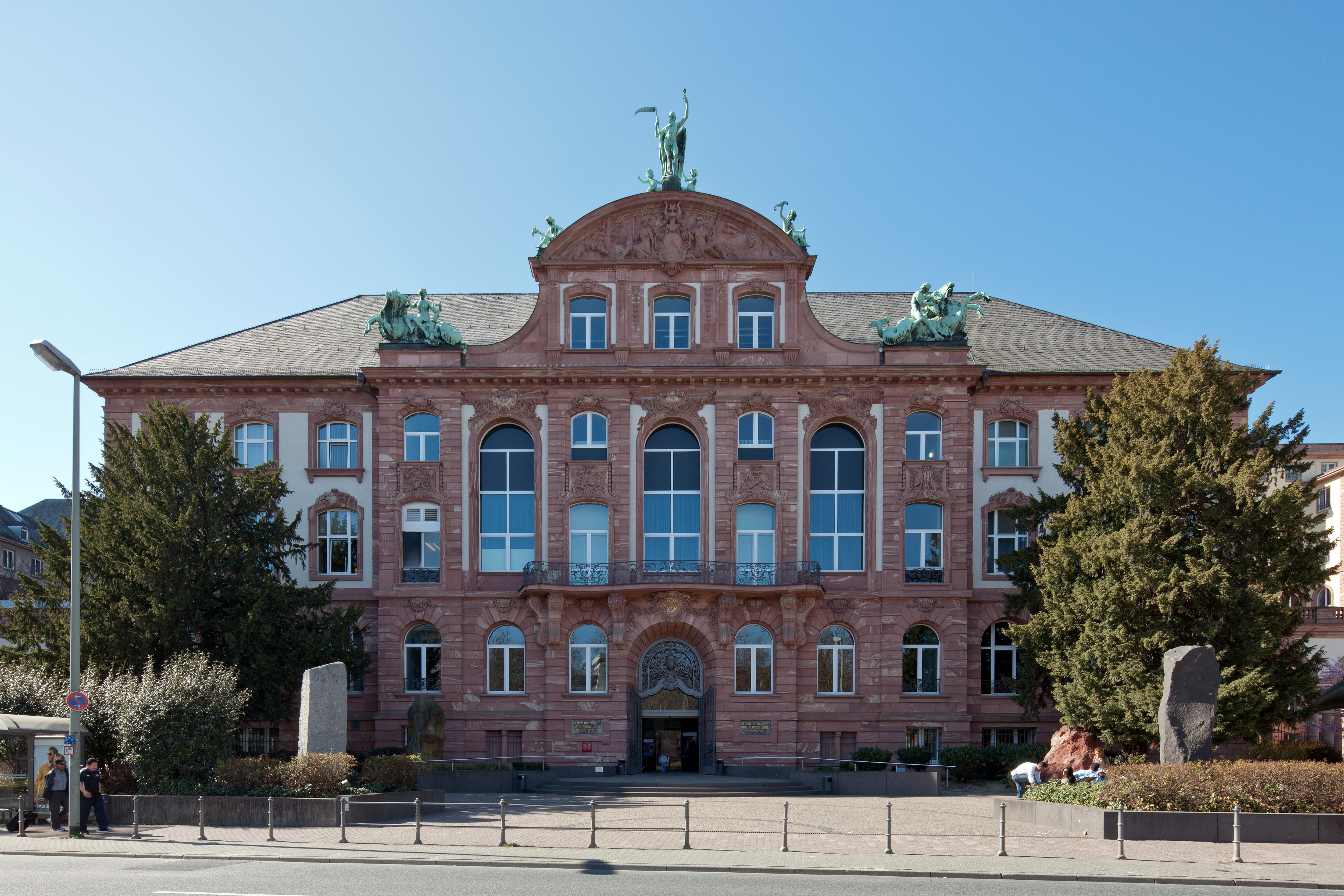
Senckenberg Naturmuseum
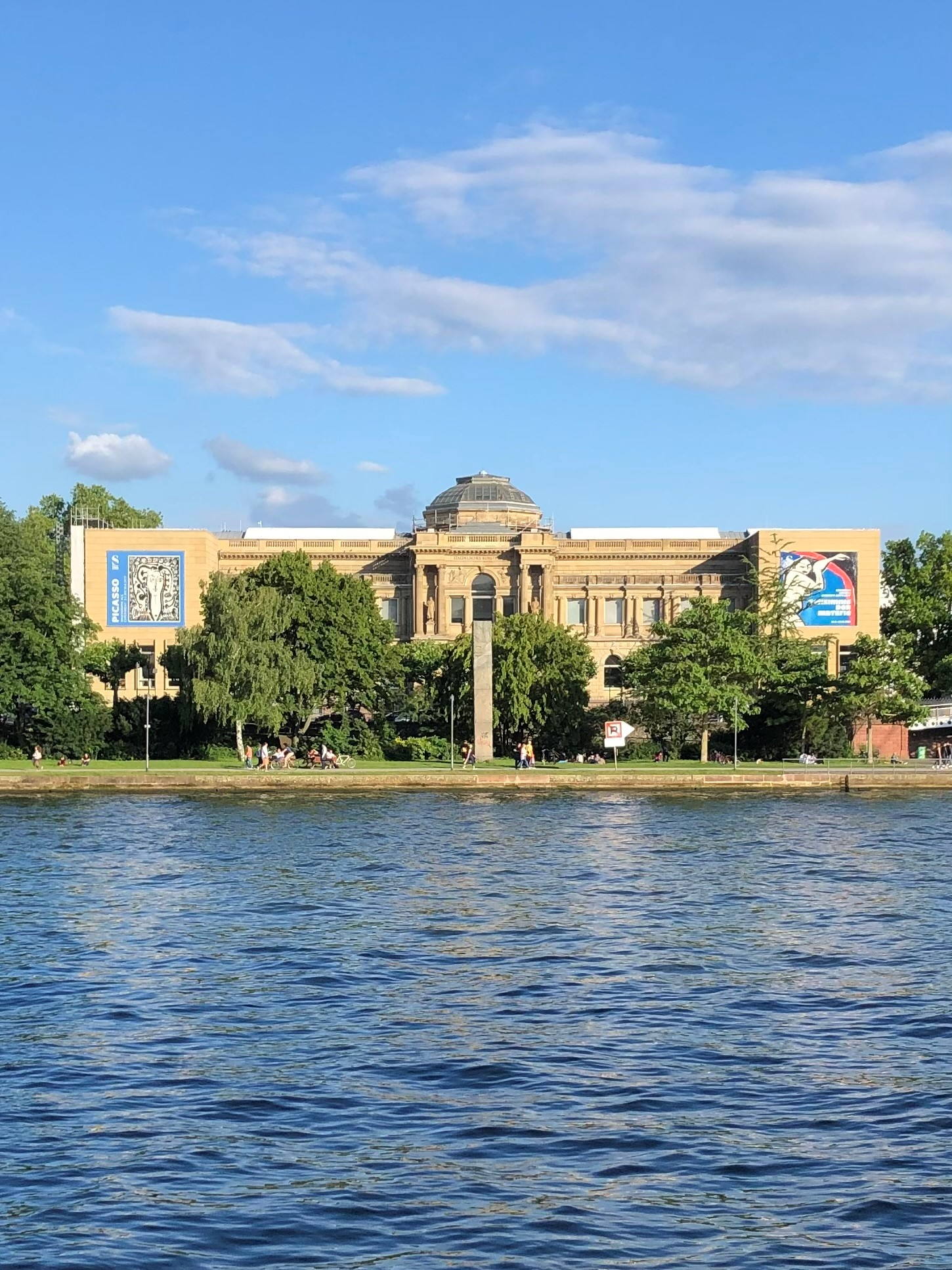
Städelsches Kunstinstitut

## Veranstaltungen
Das Museumsuferfest findet seit 1988 jedes Jahr am letzten Wochenende im August statt. Die Nacht der Museen wird seit dem Jahr 2000 jährlich im Frühjahr veranstaltet.

## Belege
1. ↑  Frankfurter Wochenschau vom 1. Februar 1977.
2. ↑  Kunsttermine. (PDF) 2009, abgerufen am 16. November 2012.
3. ↑  Das Logo. In: Das Kulturportal der Stadt Frankfurt am Main. Abgerufen am 16. November 2012.
4. ↑  MuseumsuferTicket. In: Webportal des Museumsufers. Abgerufen am 16. November 2012.
5. ↑  MuseumsuferCard. In: museumsufercard.de. Abgerufen am 16. November 2012.

Koordinaten: 50° 6′ 21,6″ N, 8° 40′ 42,9″ O